# Fahrzeuge der New York City Subway
Die Geschichte der Fahrzeuge der New York City Subway ist ähnlich kompliziert wie die New Yorker U-Bahn selbst. Seit der Eröffnung der U-Bahn am 27. Oktober 1904 waren auf den Strecken der New Yorker U-Bahn bereits über 50 verschiedene Fahrzeugtypen im Einsatz. Zählt man noch alle Bauserien von Hochbahnwagen dazu, die auch vor diesem Datum schon unterwegs waren, so kommt man gar auf weit über 100 verschiedene Fahrzeugtypen.

## Überblick
Die New York City Subway verfügt mit 6.400 Personenwagen (Stand 2021):15 über den größten U-Bahn-Wagenpark der Welt. Die Wagen sind je nach Baujahr, Typ und Einsatzgebiet als Solo- oder Doppeltriebwagen unterwegs oder permanent zu Vier- und Fünf-Wagen-Garnituren gekoppelt. Die Fahrzeuge werden elektrisch betrieben. Die Stromaufnahme erfolgt über eine Stromschiene mit 600 Volt Gleichspannung, die von an den Drehgestellen angebrachten Stromabnehmern von oben bestrichen wird. Die Stromschiene selbst ist eine einfache Eisenbahnschiene, die zur Vorbeugung gegen Unfälle mit Plastikplanken nach oben hin abgeschirmt ist. Die bauartbedingte Höchstgeschwindigkeit der Wagen beträgt derzeit 55 mph (88,5 km/h). Es hat jedoch bereits Ausführungen mit weit höheren Geschwindigkeiten gegeben.
Historisch bedingt gibt es bei der New Yorker U-Bahn zwei Tunnelprofile. Das liegt daran, dass das heutige Streckennetz von drei miteinander konkurrierenden Gesellschaften aufgebaut wurde, die ihre Strecken unabhängig voneinander betrieben. Dabei nahm sich die Interborough Rapid Transit Company (IRT) das Profil ihrer Hochbahnen als Maßstab, das etwa den Abmessungen von Straßenbahnwagen entsprach. Die beiden anderen Gesellschaften, die Brooklyn Rapid Transit Company (BRT) und ihre Nachfolgerin, die Brooklyn-Manhattan Transit Corporation (BMT) sowie die Independent City Owned Rapid Transit Railroad der Stadt New York selbst orientierten sich dagegen am erheblich breiteren Profil konventioneller Eisenbahnen. Im Zuge der Vereinigung der New Yorker U-Bahn nach 1940 entstanden 1967 aus den drei zunächst unabhängigen Teilnetzen zwei Abteilungen (Divisions), die das jeweils vorhandene Profil zum Ausdruck bringen. Die Spurweite beträgt 1435 mm auf allen Strecken.
Dementsprechend kommen in der Subway zwei verschiedene Fahrzeugtypen zum Einsatz. Die schmalprofiligen Typen werden unter der Bezeichnung Division A zusammengefasst, die breitprofiligen Typen gehören zur Division B. Die Wagen der Division A sind 51 Fuß 0,5 Zoll (15,56 m) lang und maximal 8 Fuß 10 Zoll (2,69 m) breit, die der Division B 60 Fuß 2,5 Zoll (18,35 m) (bzw. 75 Fuß im Falle der Typen R44, R46 und R68) lang und maximal 10 Fuß (3,05 m) breit. Außerdem sind Fahrzeuge der Division A mit 12 Fuß (3,66 m) um 2 Zoll oder 5 cm niedriger als bei der Division B. Die Fußbodenhöhe beträgt jeweils etwa 3 Fuß 9 Zoll (1,14 m) über Schienenoberkante. Die kleinste Bogenhalbmesser im Streckennetz der Division A beträgt 30,48 m (gemessen in der Gleismitte) mit 3,05 Meter Toleranz, der kleinste Weichenradius beträgt 34,2 m, und es sind aufeinander folgende gegenläufige Bögen ohne Übergangsbogen vorhanden. Die maximale Überhöhung bei der Division A beträgt 165 mm mit 25 mm Toleranz.
Die Division A (Linien 1 bis 7) verfügt über etwa 2.800 Wagen, die Division B (Linien A bis Z) über etwa 3.400 Wagen.:28

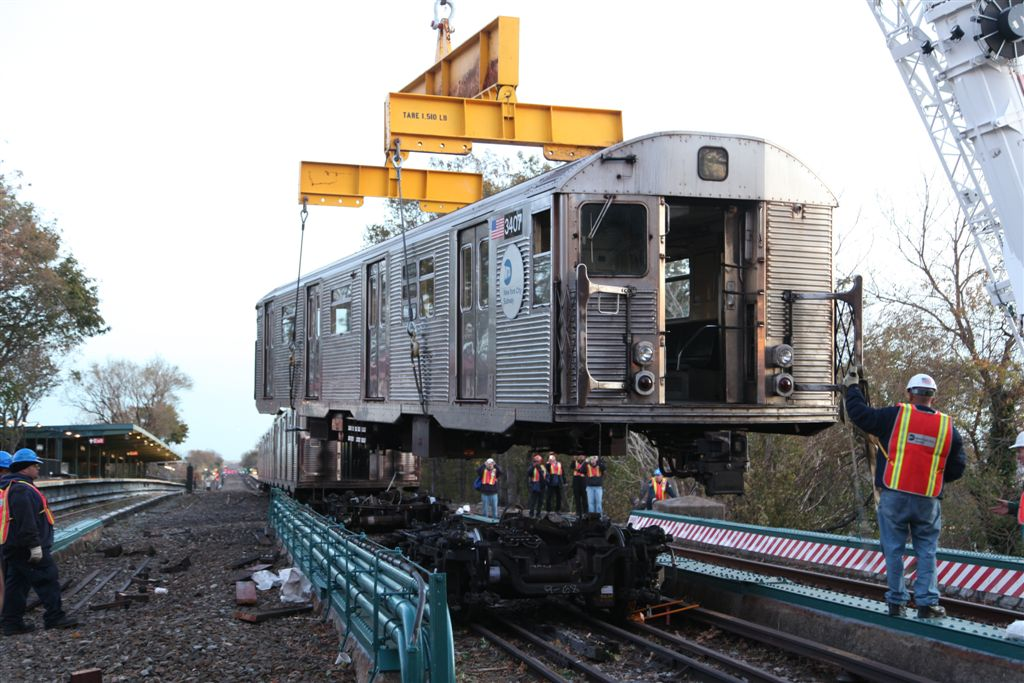
Ein Wagenkasten des Fahrzeugtyps R32 wird auf seine Drehgestelle gehoben

Der Wagenkasten besteht aus rostfreiem Stahl und wird im Gegensatz zu früher nicht mehr farbig lackiert. Seitlich sind bei der Division A drei, bei der Division B vier Doppeltaschenschiebetüren eingebaut, die stets zentral geöffnet und geschlossen werden. Stirnseitig gibt es in der Mitte noch jeweils eine Schiebe- oder Anschlagtür als Übergangsmöglichkeit für das Personal. Der Führerstand eines Triebzuges ist bei älteren Modellen noch seitlich von dieser Tür angeordnet, bei neueren Fahrzeugen erstreckt er sich über die gesamte Wagenbreite. Bei jüngeren Fahrzeugen mit sogenannten „Corner Cabs“ (R62, R68) wurden die Führerstandsräume an den Zugenden auf die gesamte Breite erweitert. Dies wurde möglich, als besagte Fahrzeugtypen dauerhaft in festen Zugverbänden von fünf bzw. vier Wagen zusammengestellt wurden. Alle Wagen sind an den Enden mit Aufkletterschutzvorrichtungen (Anticlimber) versehen, die gleichzeitig als Fußboden des Wagenüberganges dienen. Der Wagenübergang ist zusätzlich durch Scherengitter oder gummiummantelte Stahlketten gesichert.
Bei beiden Divisions werden im Regelfall Züge zu je zehn Wagen gebildet, die dann aber eine dementsprechend unterschiedliche Länge und Beförderungskapazität haben. Ausnahmen sind:
- Einsätze von 75-Fuß-Wagen, die aufgrund ihrer Länge nur maximal 8-Wagen-Züge bilden können, welche letztendlich aber ähnlich lang wie normale 10-Wagen-Züge sind
- die ehemals als „Eastern Division“ bezeichnete Liniengruppe der BMT (Linien M, J/Z und L) mit 8 Wagen, bedingt durch die kürzeren Bahnsteiglängen in diesem Teilsystem
- die Linie C mit 8 Wagen
- die Linie G mit 4 Wagen (75-Fuß-Wagen, dementsprechend etwa 5 Wagen der Standardlänge)
- die drei als Linie S bezeichneten Shuttle-Linien im Netz mit jeweils 2 bis 4 Wagen
- die Linie 7 mit 11 Wagen, die daher den Einsatz von zusätzlichen Einzelwagen (bei R62) oder Sechs-Wagen-Zügen (bei R188) erfordert

## IRT bis 1940

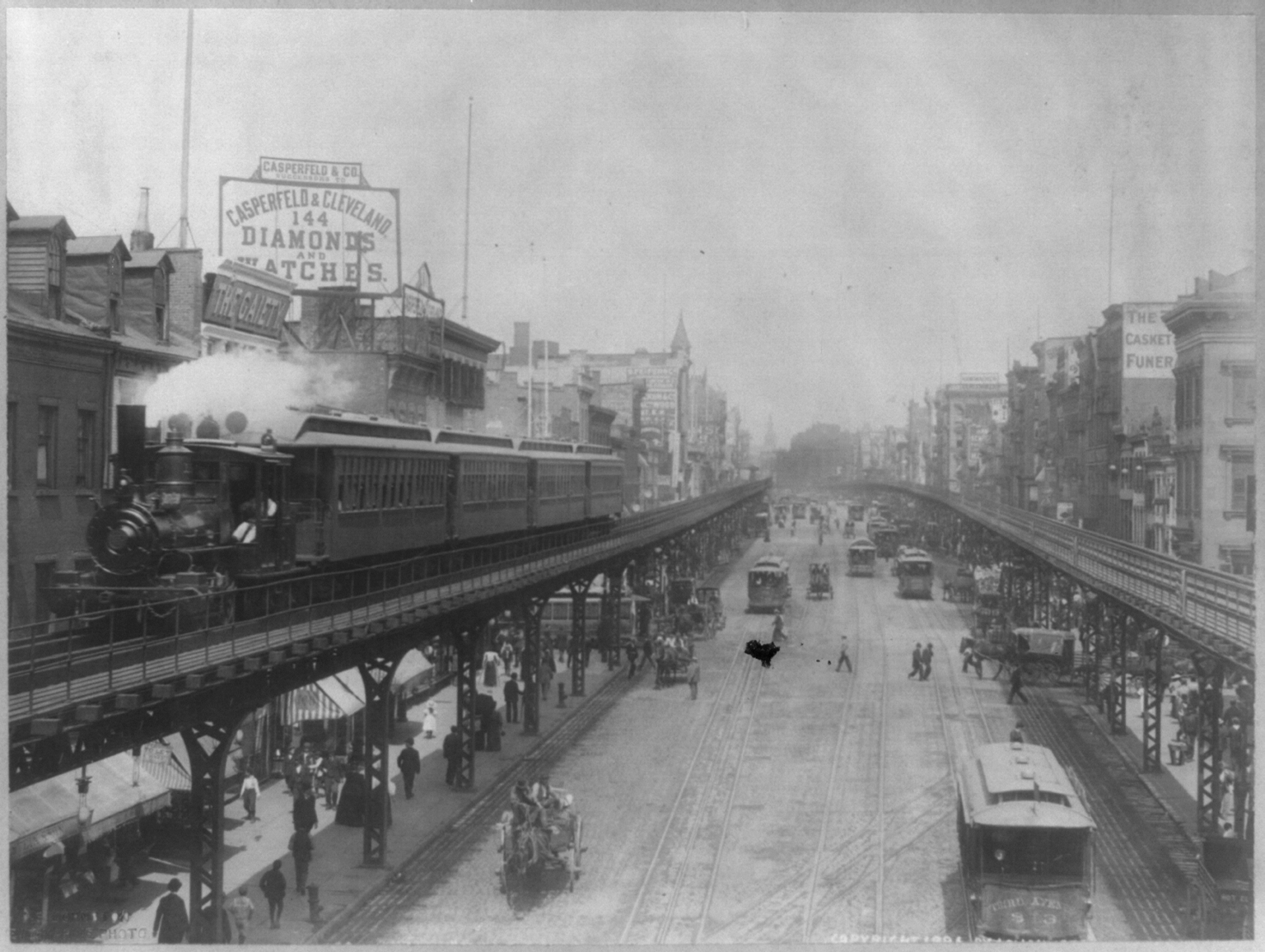
Hochbahn in Manhattan, 1896

Die ältesten Wagen der New Yorker Hoch- und Untergrundbahnen stammen aus dem Jahre 1872, als 16 antriebslose Wagen für die Ninth Avenue Line der New York Elevated Railroad ausgeliefert wurden. Diese Manhattan Elevated oder Manhattan Standard waren hölzerne vierachsige Personenwagen mit offenen Einstiegen an beiden Enden, die von Dampflokomotiven über die Gleise gezogen wurden. Da die aufgeständerten Trassen das hohe Gewicht normaler Lokomotiven nicht aufnehmen konnten, wurden kleinere Tenderloks eingesetzt. Auch die Waggons waren kürzer und orientierten sich von der Breite her eher an Straßenbahnwagen.
Mit dem Ausbau der vier Strecken entlang der Second, Third, Sixth und Ninth Avenue Manhattans kamen hunderte weitere Wagen etwa gleicher Bauart hinzu. Die große Zahl verschiedener Typen in den frühen Jahren erklärt sich aus einer Vielzahl kleinerer Streckenerweiterungen und fehlender Standardisierung. Außerdem hätte Anfang des 20. Jahrhunderts kein Waggonbauer in den Vereinigten Staaten über die notwendigen Kapazitäten verfügt, eine Großserie für New York auf einmal produzieren zu können.
Als die Strecken zwischen 1900 und 1903 mittels Stromschiene elektrifiziert wurden, erhielt ein Teil der Beiwagen Fahrmotoren und Führerstände, und die Dampfloks entfielen. Doch sonst änderte sich wie auch bei allen späteren Lieferungen an der Gestaltung der Wagen im Grunde nichts. Erst ab 1923 wurden die offenen Plattformen an den Enden verschlossen und zentrale Türsteuerung (multiple-unit door control, MUDC) eingeführt.
Bei Trieb- und Beiwagen für die neue U-Bahn orientierte sich die IRT an den Spezifikationen der zuvor übernommenen Hochbahnen. Aus Sicherheitsgründen sollten jedoch nur Fahrzeuge mit Wagenkasten aus vernietetem Stahl eingesetzt werden. Da die Waggonbauer zu dieser Zeit aber nicht die notwendigen Kapazitäten bereitstellen konnten, einigte man sich schließlich auf Triebwagen mit verstärktem Stahl-Holz-Aufbau, die Composites. Nach einigen Beinahe-Katastrophen war jedoch klar, dass nur stählerne Fahrzeuge einen sicheren Betrieb im Tunnel gewährleisten würden. Alle nachfolgenden Serien, angefangen mit Gibbs und Deck Roof, entsprachen nun diesen Anforderungen. Und die Composites wurden ab 1916 nur noch auf den Hochbahnen eingesetzt.
Ähnlich der Hochbahn erhielten alle U-Bahn-Wagen zunächst nur an den Enden des Wagenkastens je eine seitliche Einstiegstür. Doch schon kurz nach Eröffnung der ersten U-Bahn-Strecke stellte sich heraus, dass man das Fahrgastaufkommen erheblich unterschätzt hatte. So wurde bei allen Wagen ab 1909 eine dritte Tür in der Mitte des Wagenkastens eingebaut. Ab der Serie Hedley wurden daraufhin alle Fahrzeuge mit dieser Konfiguration ausgeliefert, die so über Jahrzehnte unverändert blieb.
Als 1915 im Zuge der Doppelverträge der Steinway-Tunnel in den U-Bahn-Betrieb integriert werden sollte, stand man vor einem Problem. Die bisherigen Wagen hätten zwar in die Röhren gepasst, doch die Tunnelrampen zu beiden Seiten des East River wären zu steil gewesen, so dass für diese Strecke ein Fahrzeug mit Getriebeuntersetzung notwendig war. Dieser Typ wurde nach seinem Einsatzgebiet Steinway genannt.
Die Steinways brachten noch eine Neuerung mit, die als „Low Voltage“, „Lo(w)-V“ oder „LV“ bekannt war. Diese „Kleinspannungswagen“ besaßen erstmals eine separate Steuerelektrik, die mit 36-Volt-Batterien gespeist wurde. Zu den technischen Vorteilen gehörte vor allem die wesentlich bessere Beschleunigung durch die automatische Schaltung der Fahrstufen, die es erlaubte, aus dem Stand heraus „Vollstrom“ zu geben. Alle nach 1915 gelieferten Fahrzeuge waren mit dieser Low-Voltage-Technik ausgerüstet und hießen entsprechend LV. Sie waren allerdings nicht mehr kompatibel zum bisherigen Wagenpark, der zur Unterscheidung nun den Beinamen HV für „High Voltage“ oder „Hochspannung“ erhielt.
Eine Ausnahme bildete eine Bauserie namens LV-AMRE, die eigentlich nur unter ihrem Spitznamen „Flivver“ (deutsch sinngemäß „Blechkiste“) bekannt ist. Als die Composites 1915 auf die Hochbahnen kamen, rüstete man sie aus Gewichtsgründen mit neuen, leichteren Drehgestellen aus. Die jetzt wiederum überzähligen Drehgestelle mit HV-Antrieb und -Bremsen montierte man unter neu gelieferte Wagenkästen. Die elektrische Ausstattung übernahm man allerdings vom LV, so dass diese Wagen mit keinem dieser beiden anderen Typen zusammen betrieben werden konnten. Dazu kam der Umstand, dass bei den „Flivver“-Zügen während des Betriebs unerklärliche technische Probleme auftraten, wenn sie nicht immer nur zu ganz bestimmten Garnituren gekuppelt waren.

Fahrzeuge der IRT
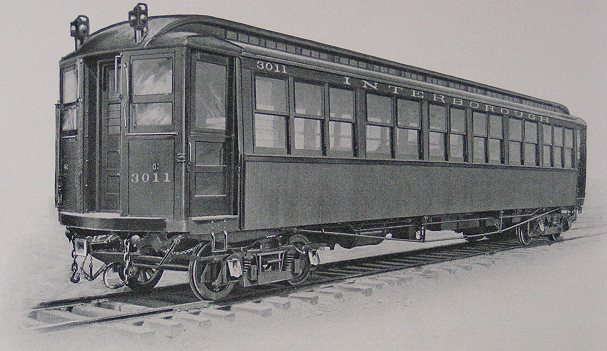
Zeichnung des Composite-Wagens
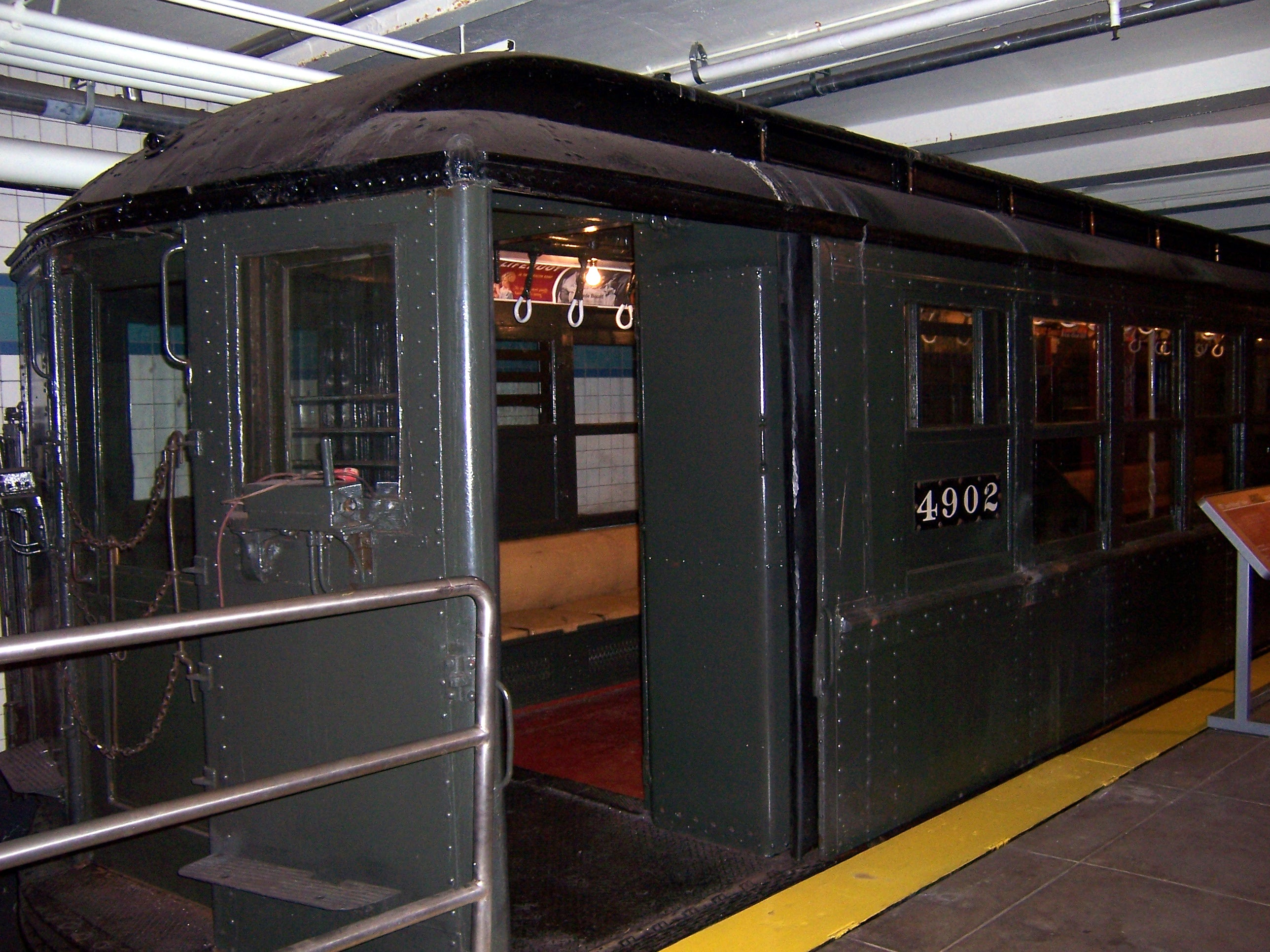
Low-V im Verkehrsmuseum
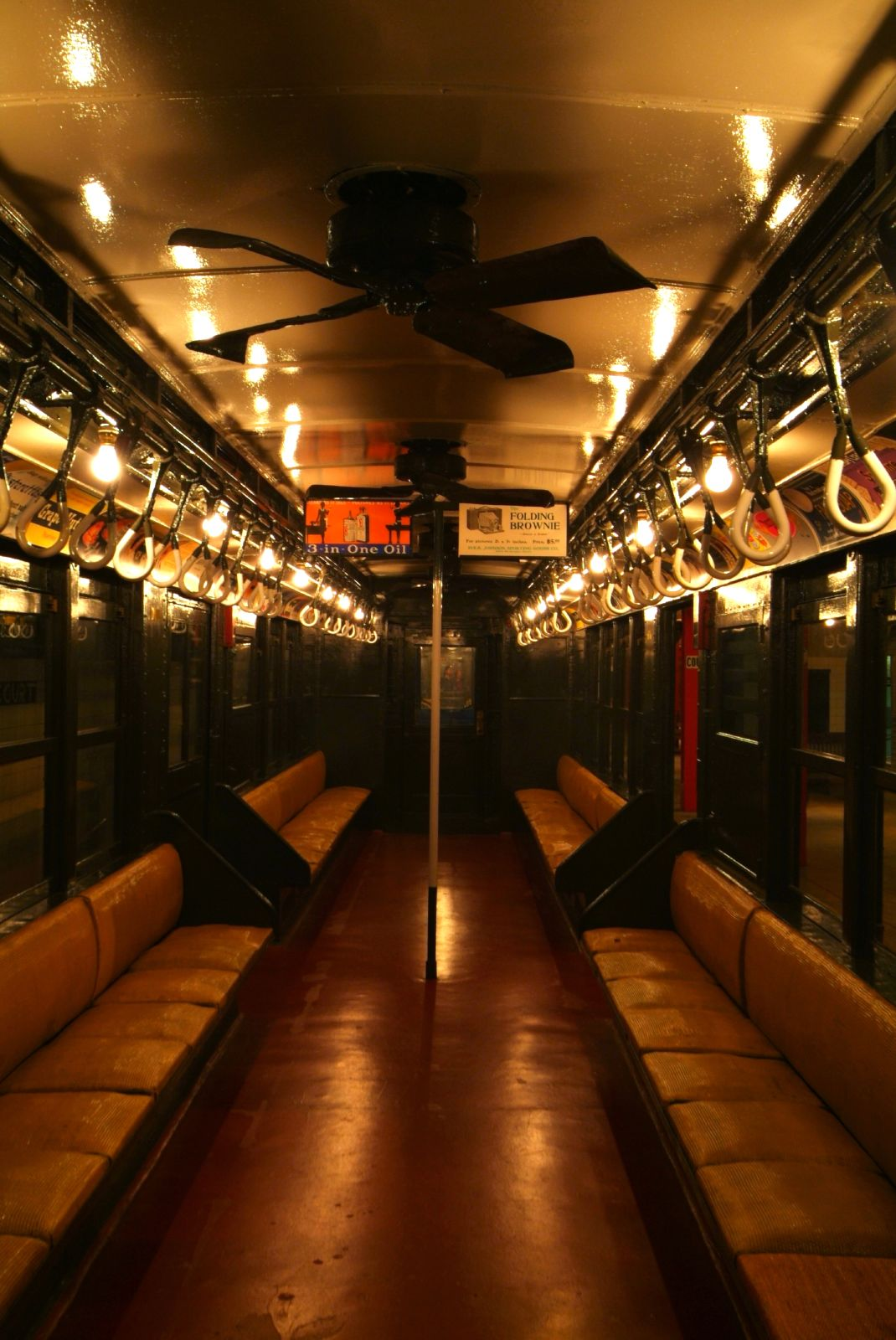
Innenraum eines Low-V

Nach Vollendung der letzten Streckenabschnitte aus den Doppelverträgen Anfang der 1920er Jahre waren zunächst keine Neuanschaffungen mehr zu verzeichnen. Erst für die geplanten Verstärkerzüge für die New Yorker Weltausstellung 1939 im Flushing-Meadows-Park entwickelte man zusammen mit der Independent einen neuen Triebwagen. Er wies äußerlich einige neue Merkmale wie veränderte Türanordnung und Bogendach auf, konnte aber gleichzeitig mit den bereits vorhandenen Steinways gekuppelt werden. Auch dieser Fahrzeugtyp trug den Namen seines Einsatzortes, World’s Fair.
| IRT-Wagen, Baujahre bis 1940                                                                          | IRT-Wagen, Baujahre bis 1940                                  | IRT-Wagen, Baujahre bis 1940 | IRT-Wagen, Baujahre bis 1940            | IRT-Wagen, Baujahre bis 1940 | IRT-Wagen, Baujahre bis 1940 | IRT-Wagen, Baujahre bis 1940 |
| Typbezeichnung                                                                                        | Hersteller                                                    | Anzahl                       | Fahrzeug- nummern                       | Indienst- stellung           | Aus- musterung               | Bemerkungen |
| --- | ------------------------------------------------------------- | ---------------------------- | --------------------------------------- | ---------------------------- | ---------------------------- | --- |
| Manhattan Elevated/ Manhattan Standard                                                                | (diverse)                                                     | 2057                         | 1–1812                                  | 1872–1911                    | 1921–56                      | insgesamt 28 Serien als Triebwagen oder Beiwagen für die Hochbahn, davon 36 halboffene Wagen etliche Wagennummern im Laufe der Zeit mehrmals vergeben |
| Q | (Eigenbau)                                                    | 90                           | 1600–1629                               | 1950                         | 1956                         | „ausgeliehene“ BMT Q jeweils drei als 'A', 'B' und 'C' nummeriert                                                                                     |
| Composite samples                                                                                     | Wason                                                         | 2                            | 3340, 3341                              | 1902                         | nach 1917                    | Composite-Prototypen |
| Composite-Triebwagen                                                                                  | Jewett, St. Louis Car, Wason                                  | 160                          | 2000–2159                               | 1903–04                      | 1930–50                      | Stahl-Holz-Aufbau |
| Composite-Beiwagen                                                                                    | Jewett, J. Stephenson, St. Louis Car, Wason                   | 340                          | 3000–3339                               | 1903–04                      | 1930–50                      | Stahl-Holz-Aufbau |
| Steel car sample                                                                                      | Pennsylvania Railroad                                         | 1                            | 3342                                    | 1903                         | 1904                         | Prototyp mit Ganzstahl-Wagenkasten |
| Mineola                                                                                               | Wason                                                         | 1                            | 3344                                    | 1904                         | 1919                         | Belmonts Privatwagen; Panoramafenster |
| Gibbs                                                                                                 | American Car & Foundry                                        | 300                          | 3350–3649                               | 1904–05                      | bis 1959                     | |
| Deck Roof                                                                                             | American Car & Foundry                                        | 50                           | 3650–3699                               | 1907–08                      | bis 1959                     | |
| Hedley                                                                                                | American Car & Foundry, Pressed Steel Car, Standard Steel Car | 325                          | 3700–4024                               | 1910–11                      | bis 1959                     | erster Wagen mit endgültigem IRT-Standardaufbau |
| Steinway                                                                                              | Pressed Steel Car Company                                     | 12                           | 4025–4036                               | 1915                         | nach 1958                    | erster LV, Untersetzung |
| LV-AMRE („Flivver“)                                                                                   | Pullman                                                       | 124 54                       | 4037–4160 4161–4214                     | 1915                         | 1962                         | Hedley-Aufbauten mit alten Composite-Fahrgestellen |
| Steinway                                                                                              | Pullman                                                       | 8 22                         | 4215–4222 4555–4576                     | 1915 1916                    | 1958                         | Hedley-Aufbauten mit alten Composite-Fahrgestellen |
| HV-Beiwagen                                                                                           | Pullman                                                       | 292                          | 4223–4514                               | 1915                         | bis 1959                     | Hedley-Aufbauten mit alten Composite-Fahrgestellen |
| LV-Triebwagen                                                                                         | Pullman American Car & Foundry                                | 39 337 100 125               | 4772–4810 4966–5302 5403–5502 5503–5627 | 1916 1917 1924 1925          | 1964 (?) 1964 (?)            | |
| LV-Beiwagen                                                                                           | Pullman                                                       | 15 140 100                   | 4811–4825 4826–4965 5303–5402           | 1916 1917 1922               | 1964 (?) 1964 (?)            | |
| LV Steinway                                                                                           | Pullman American Car & Foundry                                | 71 25                        | 4700–4771 5628–5652                     | 1916 1925                    | 1964 (?) 1964 (?)            | |
| World’s Fair                                                                                          | St. Louis Car                                                 | 50                           | 5653–5702                               | 1938                         | 1969                         | |
| Die Anzahl der Fahrzeuge bezieht sich auf die Anzahl bei Auslieferung. Gezählt werden einzelne Wagen. |                                                               |                              |                                         |                              |                              | |

## BRT/BMT bis 1940
Die von der BRT und ihren Vorläufergesellschaften eingesetzten Hochbahnwagen ähnelten denen der IRT stark. Auch hier kamen Wagen mit Holzaufbau und offenen Plattformen am Wagenende zum Einsatz, die um 1900 auf elektrischen Betrieb mit Stromschiene umgerüstet wurden. Die ebenerdigen Strecken der Vorortbahnen Richtung Atlantikküste versah man dagegen aus Sicherheitsgründen mit Oberleitung, so dass die Fahrzeuge für einen durchgehenden Betrieb zusätzlich Stangenstromabnehmer erhielten. Außerdem wurden an den Einstiegen Trittstufen angebracht, da es außerhalb der Hochbahnen keine Hochbahnsteige gab.
Als die BRT in der Dekade nach 1900 ihre ersten U-Bahn-Strecken plante, entschied sie sich für ein breiteres Profil. Das entsprechende Fahrzeug war der zehn Fuß (3,05 m) breite und 67 Fuß (20,42 m) lange Typ B. Er war bezogen auf Beschleunigung, Fahrkomfort und Kapazität den Fahrzeugen der Hochbahnen und der IRT weit überlegen. Der Wagenkasten bestand gänzlich aus vernietetem Stahl, und die Türen waren gleichmäßig über Fahrzeuglänge verteilt und mit zentraler Türsteuerung ausgestattet. Zwischen 1914 und 1924 wurden insgesamt 950 solcher Fahrzeuge beschafft. Wegen ihrer hohen Stückzahl werden sie bis heute „Standards“ genannt. In den Werkstätten hielt sich der Spitzname „Steels“ („Stählerne“). Die Fahrzeuge wurden ab 1921 zu dreiteiligen Triebzügen gekuppelt und auf schaffnerlosen Betrieb umgebaut.
In den 1920er Jahren wollte die BMT auch auf den alten Hochbahnen höheren Fahrkomfort und modernere Technik einführen. Allerdings wären auf diesen Strecken die Standards zu schwer und die Kurven zu eng gewesen, so dass man daraufhin mit der Modernisierung alter Hochbahnwagen begann. Erstes Ergebnis dieser Bemühungen war der Drei-Wagen-Triebzug des Typs C, der neben zentraler Türsteuerung auch verbreiterte Einstiegsleisten („Blumenbretter“) erhielt, so dass er von der Breite her dem U-Bahn-Profil entsprach. Gleichzeitig wurden einige Hochbahnabschnitte durch Kappung der Bahnsteigkanten auf dieses breitere Profil umgebaut. Zur Weltausstellung 1939 wurden dann weitere 116 Wagen auf ähnliche Weise zum Typ Q umgebaut. Diese waren jedoch für den Einsatz auf der schmalprofiligen Flushing Line vorgesehen und bedurften daher keiner „Anbauten“, die sie erst 1958 für den Einsatz auf der BMT Myrtle Avenue Line erhielten.
Langfristig wollte die BMT alle ihre Hochbahnstrecken auf U-Bahn-Standard ausbauen. Dies geschah im Zuge der Doppelverträge auch bereits auf einigen Abschnitten, die an die neuen Tunnels angeschlossen waren. Doch noch fuhren dort die Hochbahnwagen, weil die Kurven für die Standards zu eng waren. Als nach dem U-Bahn-Unfall von Malbone Street im Jahre 1918 Fahrzeuge mit Holzaufbau nicht mehr in U-Bahn-Tunnels verkehren durften, entwickelte man speziell für solche Strecken den Typ D, einen 120 Fuß langen achtachsigen Doppelgelenktriebwagen mit Wagenkasten aus Stahl. Dieser Typ erhielt als erster Zielschilder an der Wagenfront oberhalb der Fenster.

Fahrzeuge der BRT/BMT
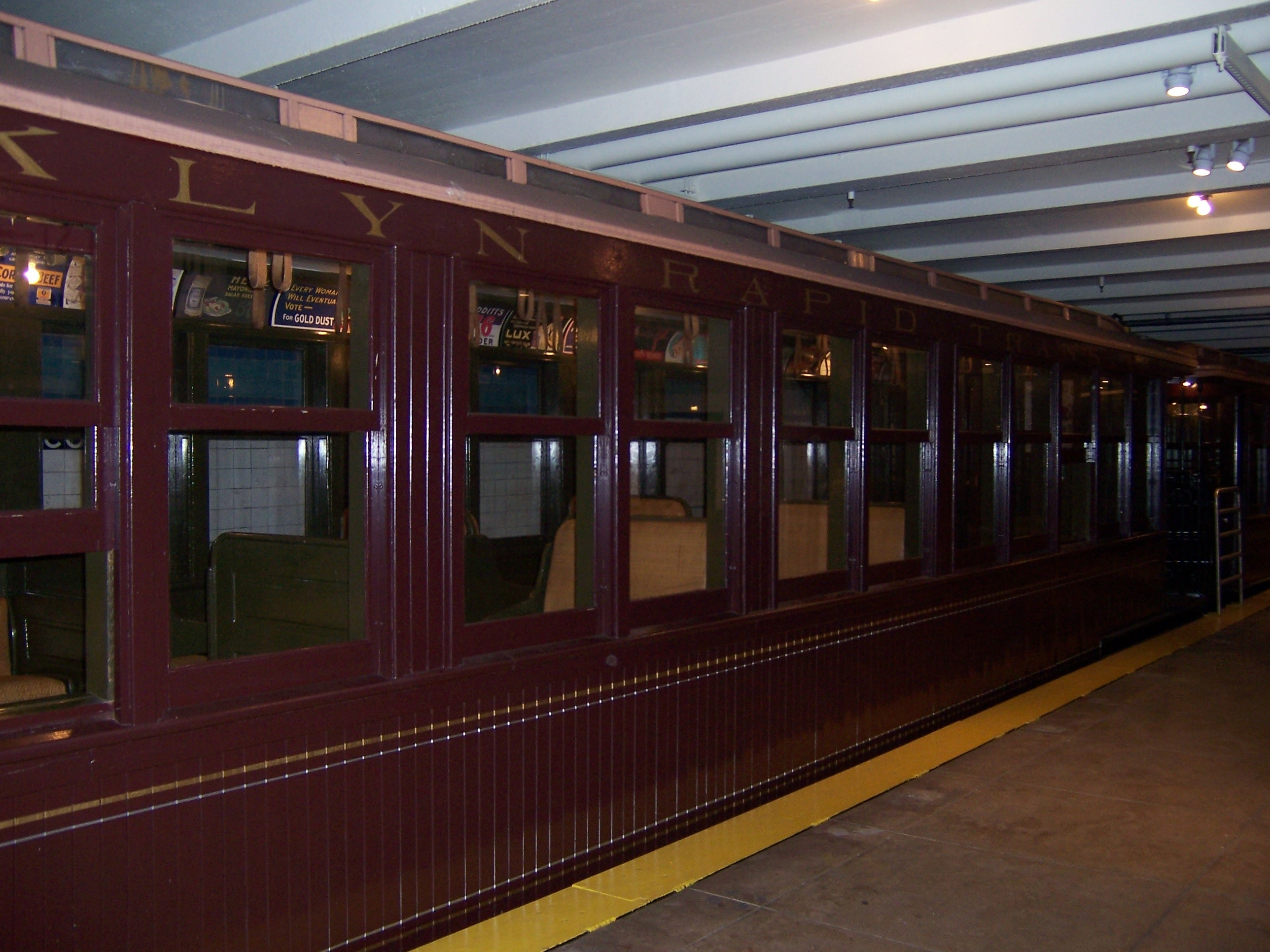
BU-Wagen
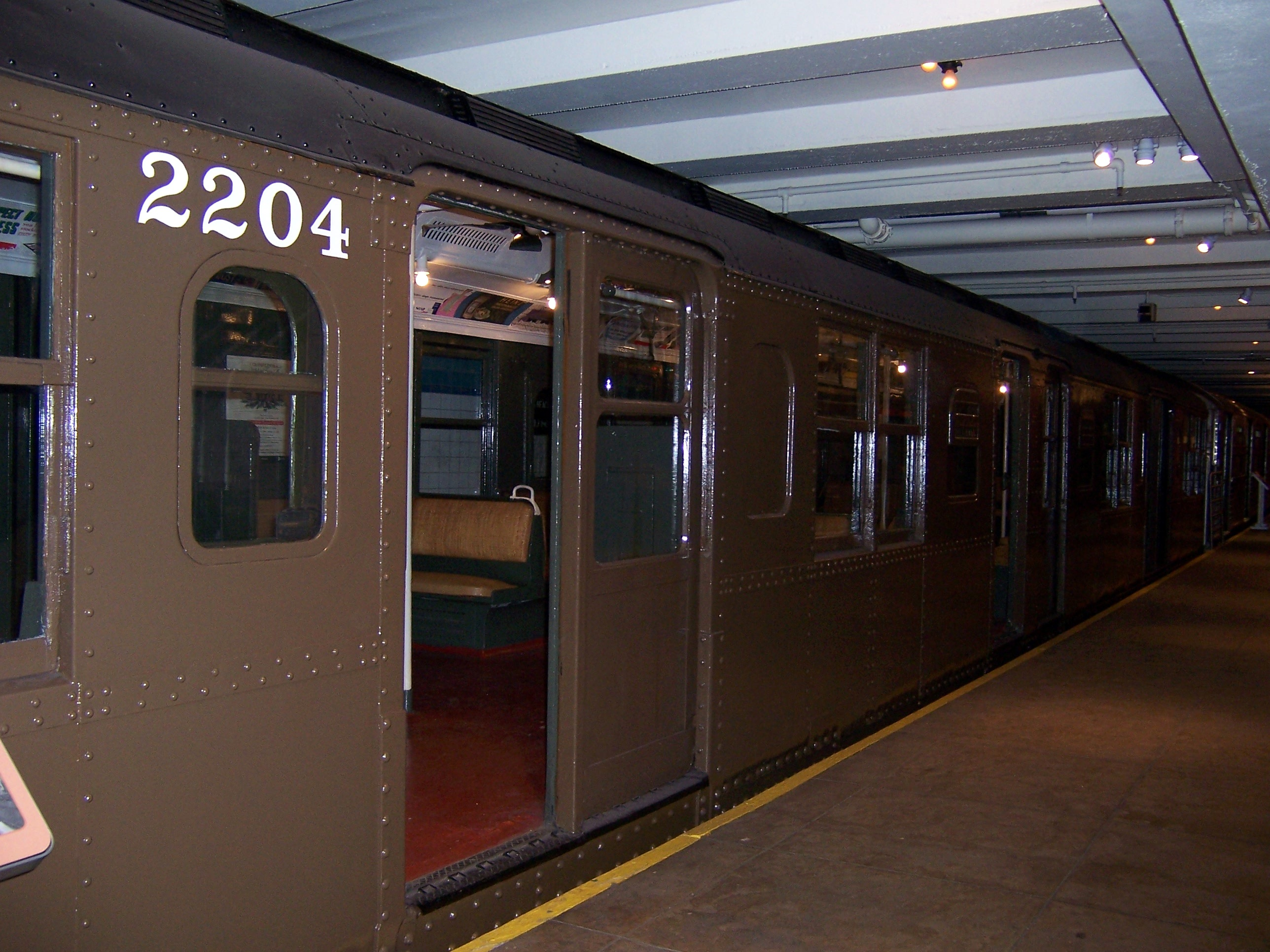
BRT A/B Standard
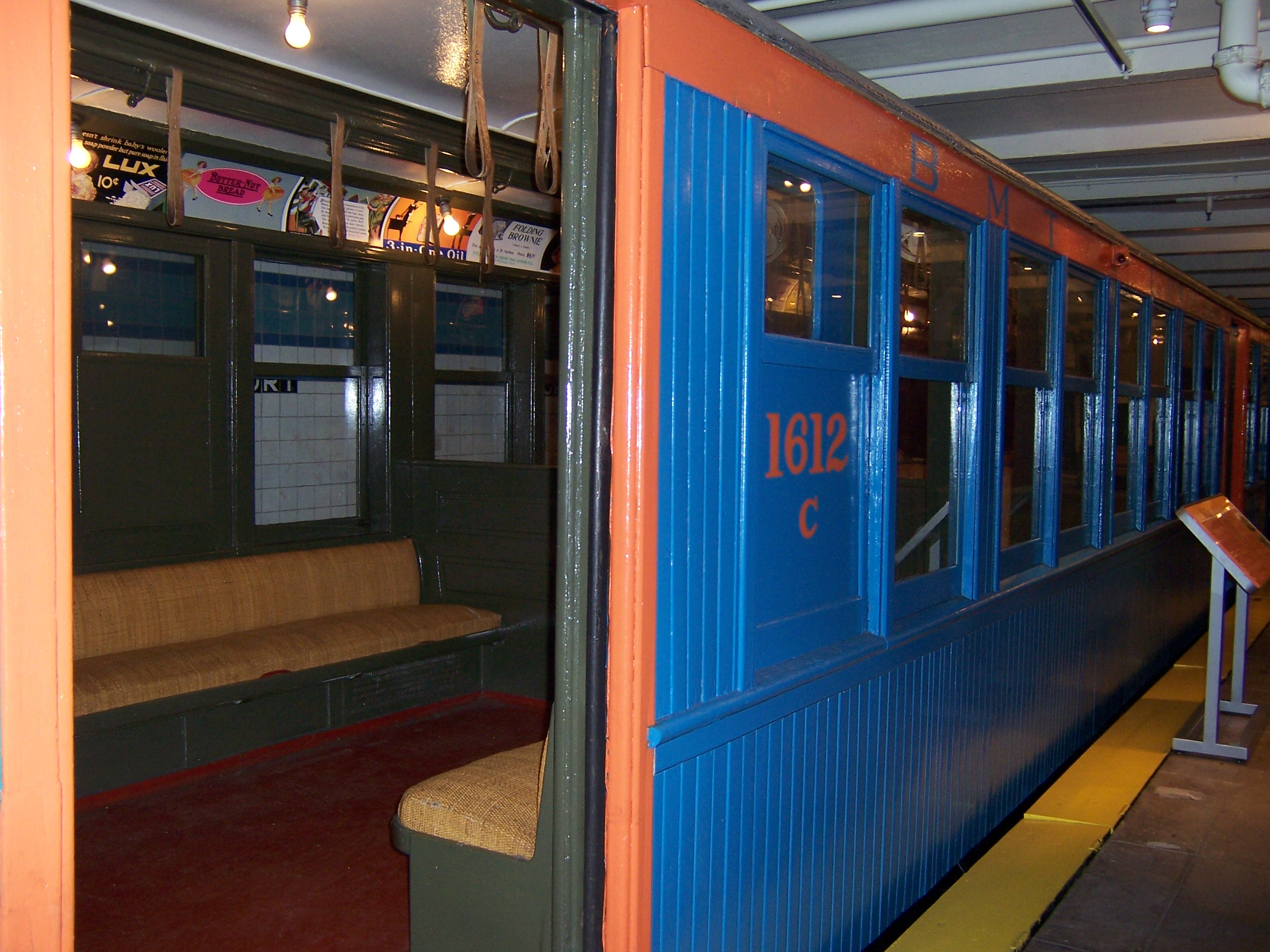
BMT Q

Nachdem sich herausstellte, dass die finanziellen Mittel für die Verstärkung der Tragwerkskonstruktion an sämtlichen Hochbahnstrecken auf lange Sicht nicht ausreichen würden, begann die BMT mit der Entwicklung leichterer Fahrzeuge mit breitem Profil und Wagenkästen aus Blech. Nach der Erprobung zweier Prototypen, der Green Hornet und dem Zephyr wurden schließlich 25 fünfteilige Gelenktriebwagen vom Typ MS angeschafft.
Im Jahre 1938 wurde ein weiterer Doppelgelenktriebwagen erprobt, der Compartment. Er basierte auf der neuartigen PCC-Technik für Straßenbahnwagen, an deren Entwicklung die Straßenbahn-Tochter der BMT, die Brooklyn and Queens Transit Corporation federführend war. Die BMT versprach sich durch Übertragung dieser Technik auf die U-Bahn erhebliche Kosteneinsparungen durch Synergieeffekte bei der Wartung von U-Bahn- und Straßenbahnwagen. Wegen seiner blauen Lackierung erhielt er den Spitznamen „Bluebird“ („Hüttensänger“, eine blaue Vogelart).
Die Vereinigung der U-Bahn 1940 hatte für den Wagenpark der BMT Division in erster Linie Standardisierung zur Konsequenz. Bis auf die Typen A/B und D wurden alle Fahrzeuge binnen 20 Jahren ausgemustert. Nur der Typ Q war noch bis zur Stilllegung der letzten alten Hochbahn im Jahre 1969 im Einsatz.
| BRT-/BMT-Wagen, Baujahre bis 1940                                                                          | BRT-/BMT-Wagen, Baujahre bis 1940 | BRT-/BMT-Wagen, Baujahre bis 1940 | BRT-/BMT-Wagen, Baujahre bis 1940 | BRT-/BMT-Wagen, Baujahre bis 1940 | BRT-/BMT-Wagen, Baujahre bis 1940 | BRT-/BMT-Wagen, Baujahre bis 1940                                                                       |
| Typbezeichnung                                                                                             | Hersteller                        | Anzahl                            | Wagen- nummern                    | Indienst- stellung                | Aus- musterung                    | Bemerkungen                                                                                             |
| --- | --------------------------------- | --------------------------------- | --------------------------------- | --------------------------------- | --------------------------------- | --- |
| BU-Wagen                                                                                                   | (diverse)                         | 932                               | 1–1482                            | 1884–1914                         | 1924–62                           | insgesamt 17 Serien als Triebwagen oder Beiwagen für die Hochbahn, davon 220 Cabriowagen                |
| B (2000er)                                                                                                 | American Car & Foundry            | 400                               | 2000–2399                         | 1914–17                           | 1961–65                           | so genannte „Stählerne“ („Steels“) oder „BMT A/B Standard“ 2000–2899 Solotriebwagen, 4000–4049 Beiwagen |
| B, BT, BX (2400er)                                                                                         | American Car & Foundry            | 100                               | 2400–2499                         | 1918                              | 1969                              | so genannte „Stählerne“ („Steels“) oder „BMT A/B Standard“ 2000–2899 Solotriebwagen, 4000–4049 Beiwagen |
| B (2500er)                                                                                                 | American Car & Foundry            | 100                               | 2500–2599                         | 1919                              | 1967–69                           | so genannte „Stählerne“ („Steels“) oder „BMT A/B Standard“ 2000–2899 Solotriebwagen, 4000–4049 Beiwagen |
| A, B | Pressed Steel Car Company         | 300                               | 2600–2749 2750–2899               | 1920–22                           | 1965–69                           | so genannte „Stählerne“ („Steels“) oder „BMT A/B Standard“ 2000–2899 Solotriebwagen, 4000–4049 Beiwagen |
| AX, BX | Pressed Steel Car Company         | 50                                | 4000–4044, 4045–4049              | 1924                              | 1960                              | so genannte „Stählerne“ („Steels“) oder „BMT A/B Standard“ 2000–2899 Solotriebwagen, 4000–4049 Beiwagen |
| C | (Eigenbau)                        | 6                                 |                                   | 1923–25                           | 1955–57                           | Umbauten aus BU-Wagen mit Verbreiterungen; Prototypen                                                   |
| C | (Eigenbau)                        | 75                                |                                   | 1925                              | 1955–57                           | Umbauten aus BU-Wagen mit Verbreiterungen                                                               |
| Q | (Eigenbau)                        | 90                                | 1600–1629                         | 1938–41                           | 1958/70                           | Umbauten aus BU-Wagen ohne Verbreiterungen jeweils drei als 'A', 'B' und 'C' nummeriert                 |
| QX | (Eigenbau)                        | 26                                | 1630–1642                         | 1939–40                           | 1951–59                           | Umbauten aus BU-Wagen ohne Verbreiterungen paarweise als 'A' und 'B' nummeriert                         |
| D (Triplex)                                                                                                | Pressed Steel Car Company         | 121                               | 6000–6120                         | 1925–28                           | 1965                              | Doppelgelenktriebwagen                                                                                  |
| MS (Green Hornet)                                                                                          | Pullman Standard                  | 1                                 | 7003                              | 1934                              | 1942                              | Gelenktriebwagen-Prototyp                                                                               |
| MS (Zephyr)                                                                                                | Budd                              | 1                                 | 7029                              | 1934                              | 1954                              | Gelenktriebwagen-Prototyp                                                                               |
| MS („Multi“)                                                                                               | Pullman Standard, St. Louis Car   | 25                                | 7004–7028                         | 1936                              | 1961                              | Gelenktriebwagen                                                                                        |
| Compartment („Bluebird“)                                                                                   | Clark Car                         | 6                                 | 8000–8005                         | 1938/40                           | 1956                              | basierend auf PCC-Technologie                                                                           |
| SIRT | Standard Steel                    | 25                                | 2900–2924                         | 1925–26                           | 1961                              | 1953–54 von der SIRT zugekauft                                                                          |
| Die Anzahl der Fahrzeuge bezieht sich auf die Anzahl bei Auslieferung. Gezählt werden einzelne Wagen.1. 2. |                                   |                                   |                                   |                                   |                                   | |

## IND bis 1940
Auch die Independent Subway entwickelte ihre ganz eigenen Fahrzeuge. Sie sollten Profil und Technik der BMT Standards aufweisen und dabei möglichst modern, zweckmäßig, wirtschaftlich und vor allem standardisiert sein. Die Wagen hatten eine Länge von 60 Fuß und sechs Zoll (18,44 m). Eine reduzierte Anzahl von Sitzplätzen und vier doppelte Taschenschiebetüren je Seite sollte für möglichst hohe Kapazität und schnellen Fahrgastwechsel sorgen. Die Länge der Bahnsteige betrug entsprechend etwas über 600 Fuß (182,88 m), was zehn dieser Wagen und gleichzeitig drei Mal drei BMT Standards oder fünf BMT Ds entsprach.
Die erste Serie von 300 Solotriebwagen wurde unter Vertrag R1 bei American Car & Foundry in Auftrag gegeben. Bis 1940 wurden insgesamt 1.703 solcher Wagen unter den Verträgen R1, R4, R6, R7, R7A und R9 von verschiedenen Firmen geliefert, wobei sie sich bis auf wenige meist kosmetische Änderungen nicht voneinander unterschieden. Diese auch R1-9 genannte erste Generation Fahrzeuge der Independent erwies sich als ausgesprochen zuverlässig und blieb bis in die 1970er Jahre im Einsatz. Wesentliche Elemente von Gestaltung und Technik dieser Wagen, allen voran die Türanordnung, blieben noch lange Zeit und zum Teil bis heute erhalten.

Fahrzeuge der Independent
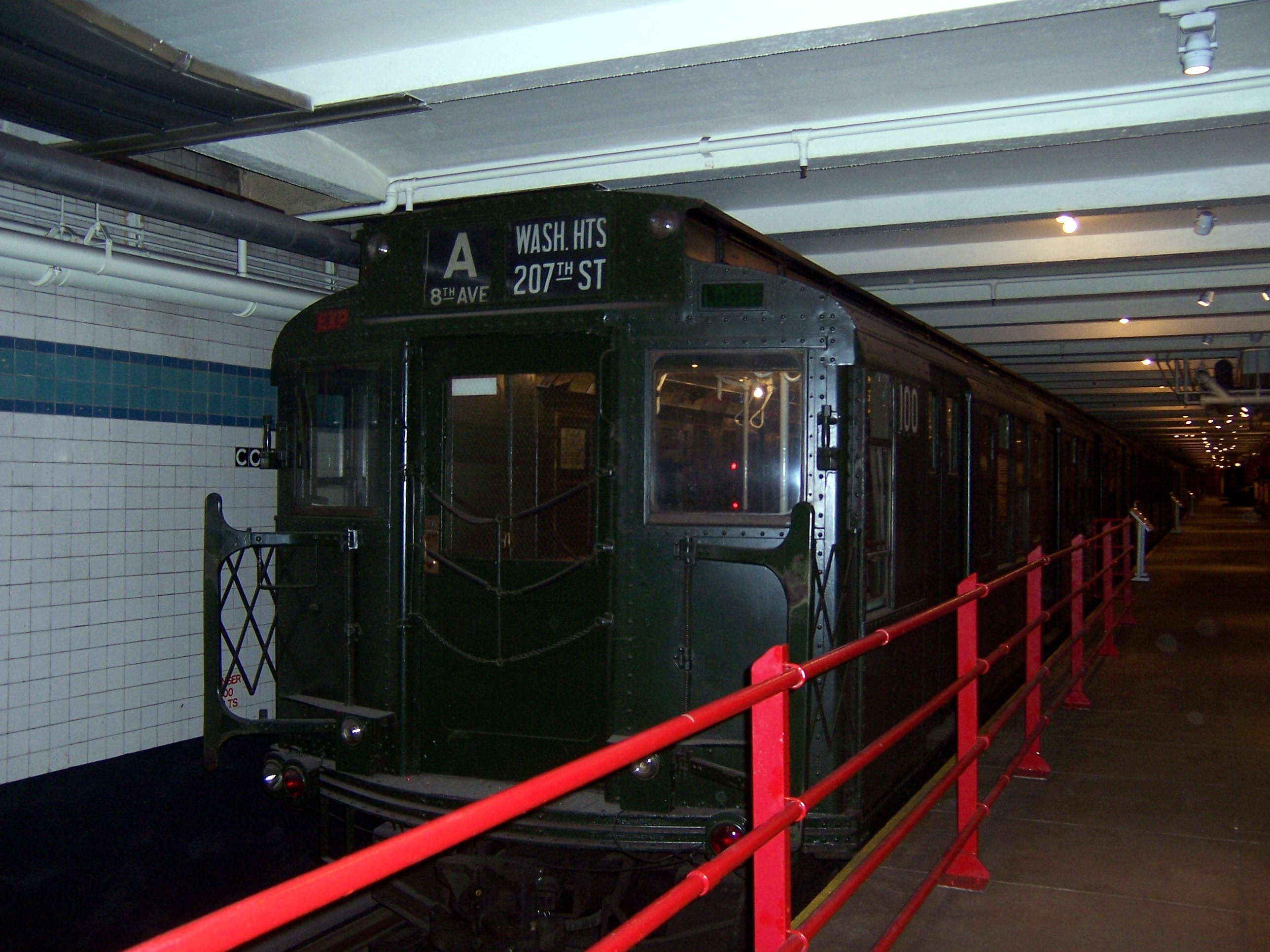
Der erste R1 mit der Nummer 100
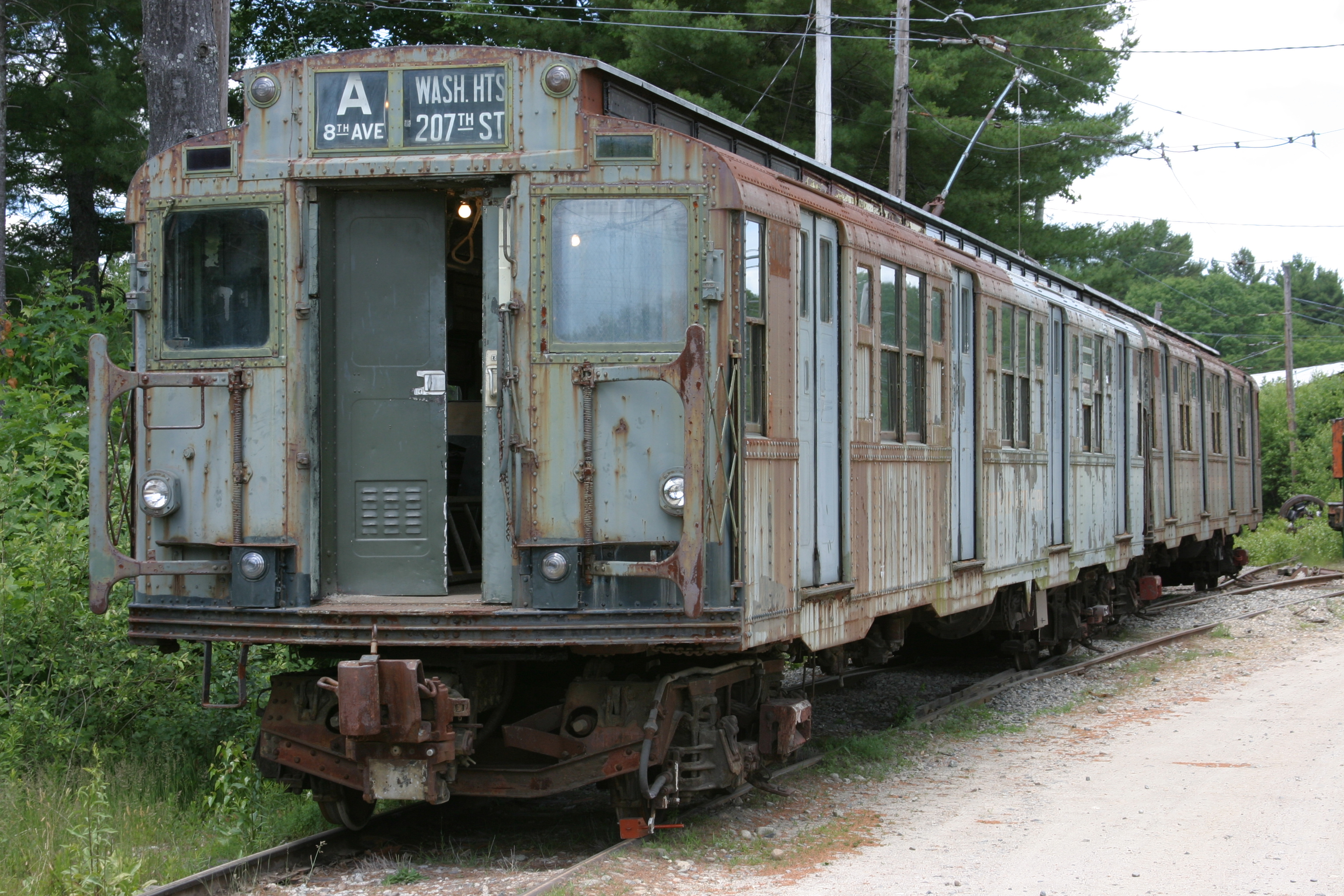
R4 im Museum

Die Bedeutung des ‚R‘ in den Typbezeichnungen ist heute nicht mehr bekannt und zieht daher viele Spekulationen nach sich. Die Erklärung, dass der Buchstabe ‚R‘ als Abkürzung für rolling stock (deutsch: Rollmaterial) stünde, ist dabei am wahrscheinlichsten, da die meisten R-Verträge den Kauf von Triebwagen, Lokomotiven, Beiwagen und Spezialfahrzeugen zum Gegenstand haben. Zweifel an dieser Theorie sind vor allem dem Kauf schwerer Werkstattausrüstung unter R-Verträgen zuzurechnen.
Subwayfreunde zumindest in NYC bezeichnen alle Fahrzeuge R1-R9 zusammengenommen als Arnines.
| Wagen der Independent, Baujahre bis 1940                                                              | Wagen der Independent, Baujahre bis 1940                            | Wagen der Independent, Baujahre bis 1940 | Wagen der Independent, Baujahre bis 1940 | Wagen der Independent, Baujahre bis 1940 | Wagen der Independent, Baujahre bis 1940 | Wagen der Independent, Baujahre bis 1940           |
| Liefervertrag                                                                                         | Hersteller                                                          | Anzahl                                   | Fahrzeug- nummern                        | Indienst- stellung                       | Aus- musterung                           | Bemerkungen                                        |
| --- | ------------------------------------------------------------------- | ---------------------------------------- | ---------------------------------------- | ---------------------------------------- | ---------------------------------------- | -------------------------------------------------- |
| R1 (R1/R2)                                                                                            | American Car & Foundry                                              | 300                                      | 100–399                                  | 1930–31                                  | 1969–77                                  | Wagenkästen liefen unter R1, Drehgestelle unter R2 |
| R4 | American Car & Foundry                                              | 500                                      | 400–899                                  | 1932–33                                  | 1969–77                                  |                                                    |
| R6 | American Car & Foundry, Pressed Steel Car Company, Pullman Standard | 500                                      | 900–1399                                 | 1935–36                                  | 1969–77                                  |                                                    |
| R7/R7A                                                                                                | American Car & Foundry, Pullman Standard                            | 150/100                                  | 1400–1649                                | 1937–38                                  | bis 1977                                 | ein R7A im Jahre 1946 zu R10-Prototyp umgebaut     |
| R9 | American Car & Foundry, Pressed Steel Car Company                   | 153                                      | 1650–1802                                | 1940                                     | bis 1977                                 |                                                    |
| Die Anzahl der Fahrzeuge bezieht sich auf die Anzahl bei Auslieferung. Gezählt werden einzelne Wagen. |                                                                     |                                          |                                          |                                          |                                          |                                                    |

## Fahrzeuge aus der Zeit nach 1940

### Fahrzeuge der 2. Generation – 1940 bis 1967
Nach der Vereinigung der New Yorker U-Bahn im Jahre 1940 standen sämtliche Neuanschaffungen unter dem Zeichen der Standardisierung des Wagenparks nach den Spezifikationen der Independent. Alle von nun an ausgelieferten Fahrzeuge sollten bezogen auf Kupplung, Türsteuerung sowie Steuerung von Antrieb und Bremsen miteinander kompatibel sein. Bis heute wurden insgesamt 18 schmalprofilige und 20 breitprofilige Fahrzeugserien ausgeliefert, zunächst ausschließlich als Solotriebwagen.
Der erste Vertreter dieser neuen, zweiten Generation Fahrzeuge war der R10, mit dem einige Neuerungen wie Nutzbremsen und Leuchtstofflampen im Wageninneren Einzug hielten. Außerdem waren von nun an vier statt zwei Fahrmotoren pro Wagen Standard. Bei der IRT Division wurde diese Technik mit den Typen R12 und R14 erstmals eingeführt, wobei die Fahrzeuge dem schmaleren Profil angepasst wurden. Wichtigstes äußeres Merkmal der Division A war und ist dabei die gegenüber der Division B um eins verringerte Zahl der Türen pro Seite geblieben.
Mit jeder weiteren Neuanschaffung kam zwar die eine oder andere Neuerung hinzu, doch im Grunde unterschieden sich die Fahrzeuge der zweiten Generation kaum voneinander. Mit dem R15 wurde beispielsweise das Bogendach eingeführt. Im Innern wichen die bisher verwendeten Rattansitze Polsterungen aus Kunstleder, die später wiederum durch Hartplastik abgelöst wurden. Ebenso gab es diverse Änderungen an Bremsen, Türmechanik, Haltegriffen, Beleuchtung und Fenstern.
Im Jahre 1959 wandte sich die New York City Transit Authority (NYCTA) erstmals dem Prinzip des Doppeltriebwagens zu, womit sich Gewicht und Wartungsaufwand reduzieren ließ, weil gewisse Teile der technischen Ausstattung nur in jedem zweiten Wagen vorhanden sein musste. Die ersten Serien dieser Bauart, R26/R28 und R27/R30/R30A, besaßen in der Mitte jedoch noch eine herkömmliche Kupplung, so dass Fahrzeuge untereinander getauscht werden konnten. Diese technische Eigenart wurde spöttisch als „Bigamie“ oder „Protestantismus“ bezeichnet. Erst der R29 und alle späteren Doppeltriebwagen waren mit Kurzkupplung verbunden.
Eine weitere Besonderheit der Fahrzeuge der zweiten Generation war ihre höchst unterschiedliche Farbgebung. Die Typen R10, R12 und R14 waren hellgrau/dunkelgrau lackiert, der R15 bordeauxrot mit beigem Streifen und der R17 nur bordeauxrot. Vom R16 bis zum R30 wurden dann alle Wagen in dunklem olivgrün ausgeliefert. Die Serien R29, R33 und R36 waren entweder als „Mainline“ (ML) in scharlachrot oder als „World’s Fair“ (WF) für die Fahrten zur Weltausstellung 1964/1965 in hellblau/hellgrau gehalten. Und die ersten Fahrzeuge mit Wagenkasten aus rostfreiem Stahl, R32 und R38, glänzten so hell silbrig, dass die den Spitznamen „Brightliners“ (vergleiche deutsch „Silberlinge“) erhielten. Nach der Eingliederung der New Yorker U-Bahn in die Metropolitan Transportation Authority (MTA) wurden die Fahrzeuge schließlich allmählich gemäß Corporate Design in silber/dunkelblau umlackiert.
Die Ausmusterung der letzten 111 verbliebenen Doppeltriebwagen vom Typ R32 erfolgte zu Beginn der 2020er Jahre. Zu Jahresanfang 2020 wurde beschlossen, sie nicht mehr in Reserve zu behalten, sondern nach über 55 Jahre auszumustern. Im März 2020 befanden sich noch 29 R32 im Einsatz. Die R32 wurden mit Nostalgiefahrten an vier Wochenenden im Dezember 2021 und Januar 2022 verabschiedet.

Fahrzeuge der zweiten Generation
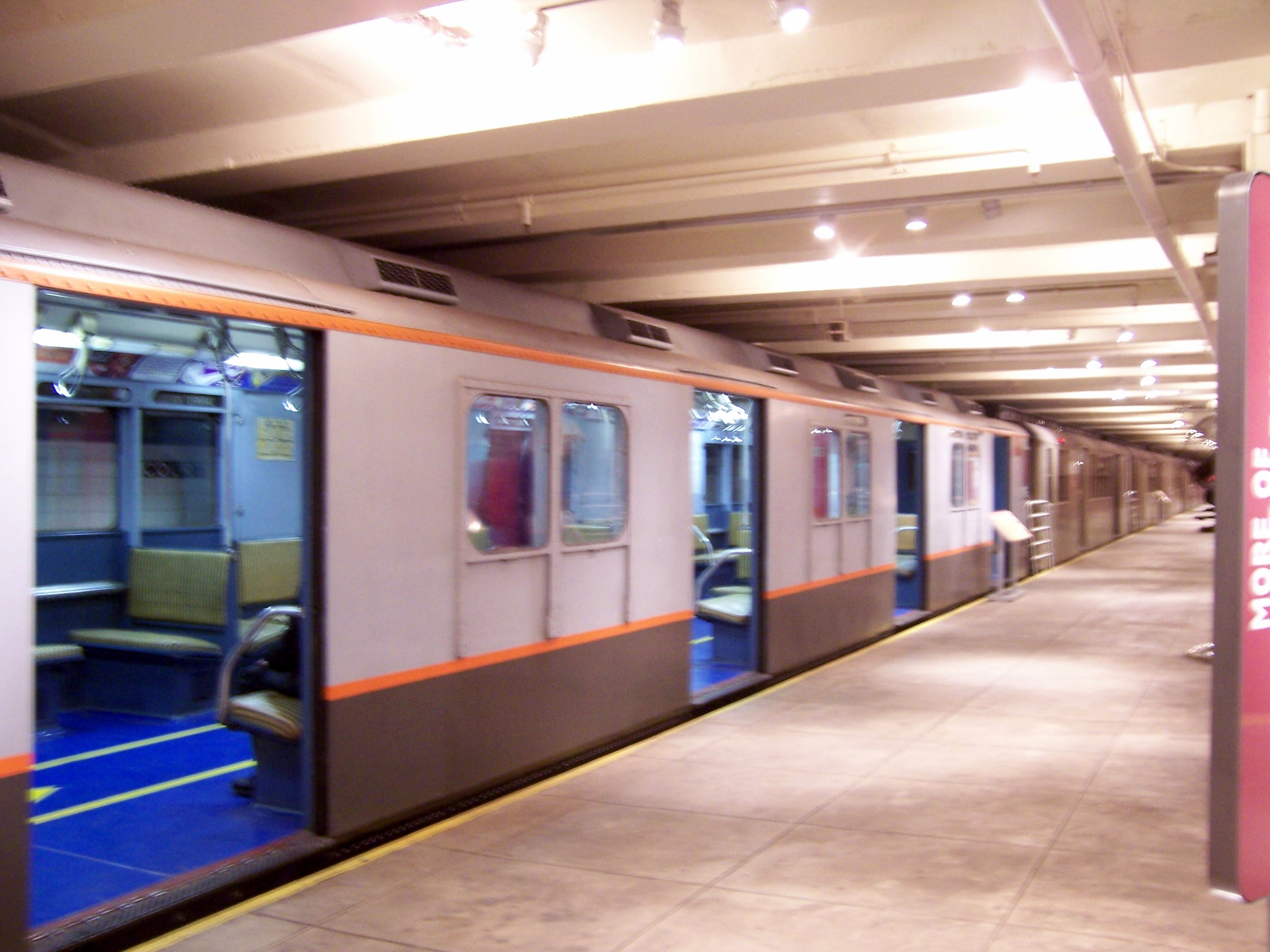
Ein R7A im Verkehrsmuseum
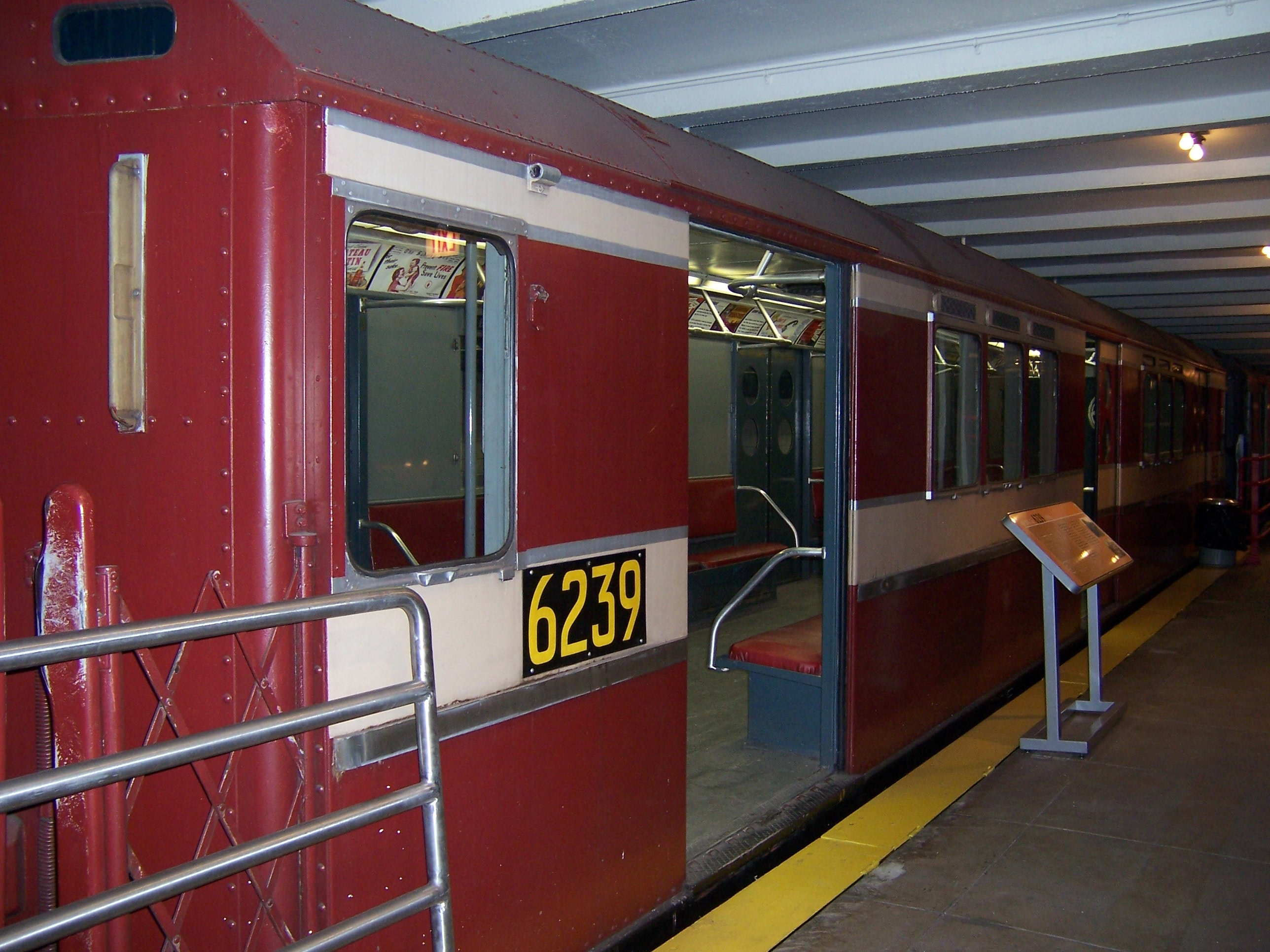
Im Laufe der Zeit kamen verschiedene Farbgebungen zum Einsatz, wie hier am R15
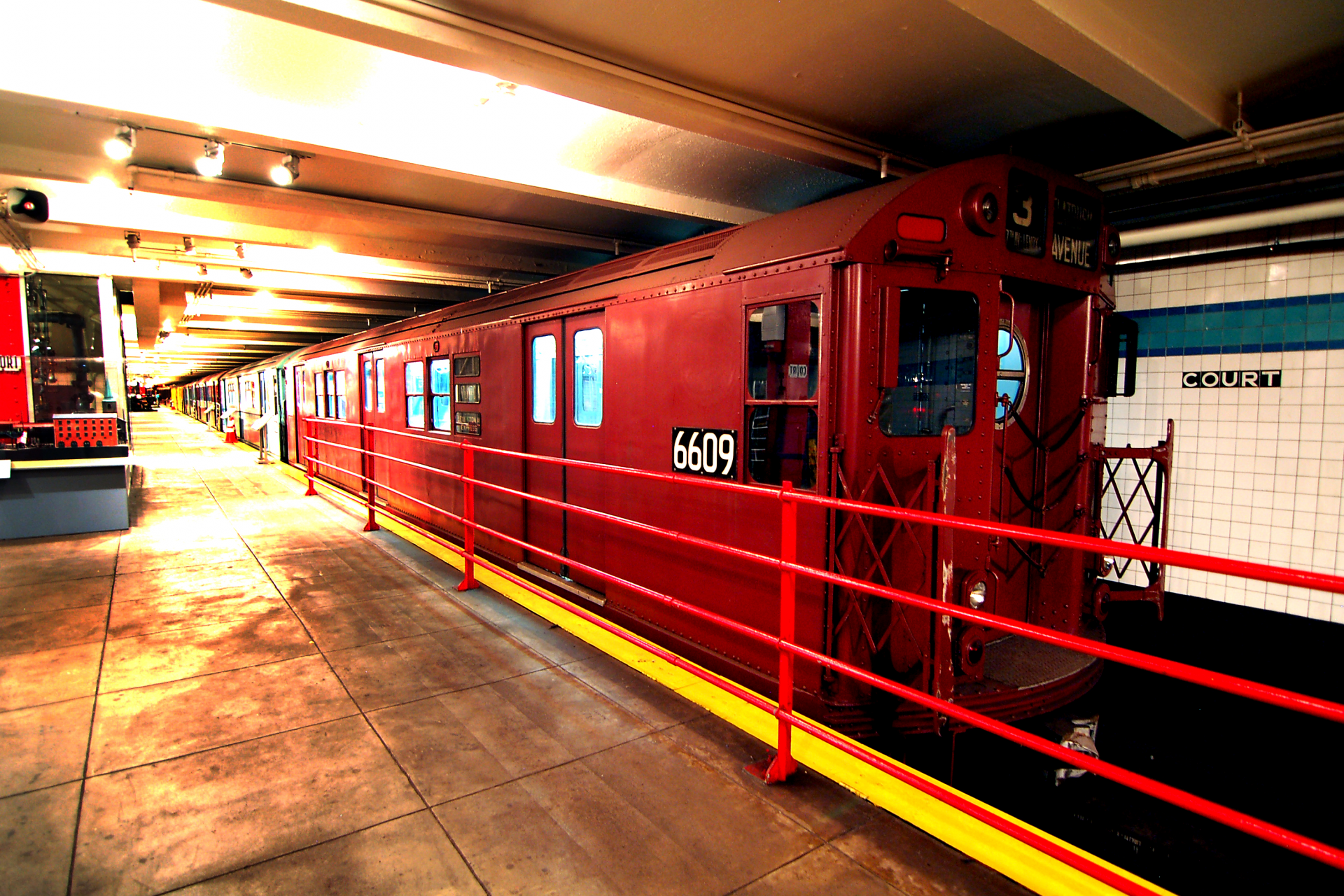
Ein R17 im Verkehrsmuseum
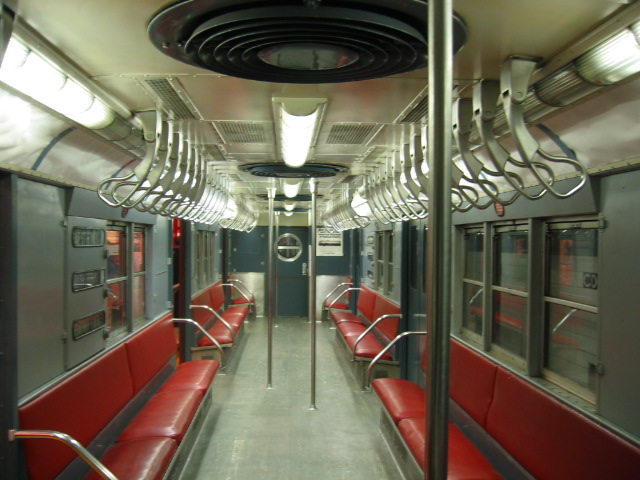
Innenansicht eines R17
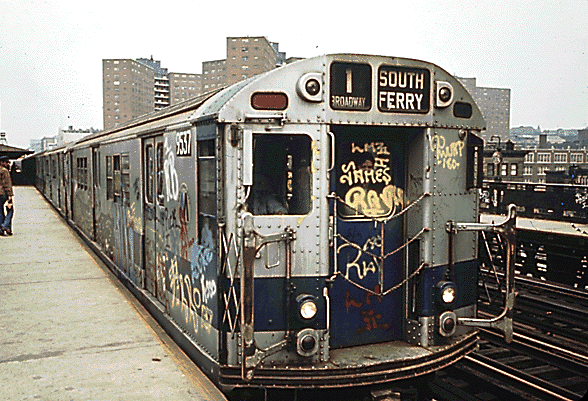
R36ML in blau/silber, den Firmenfarben der MTA
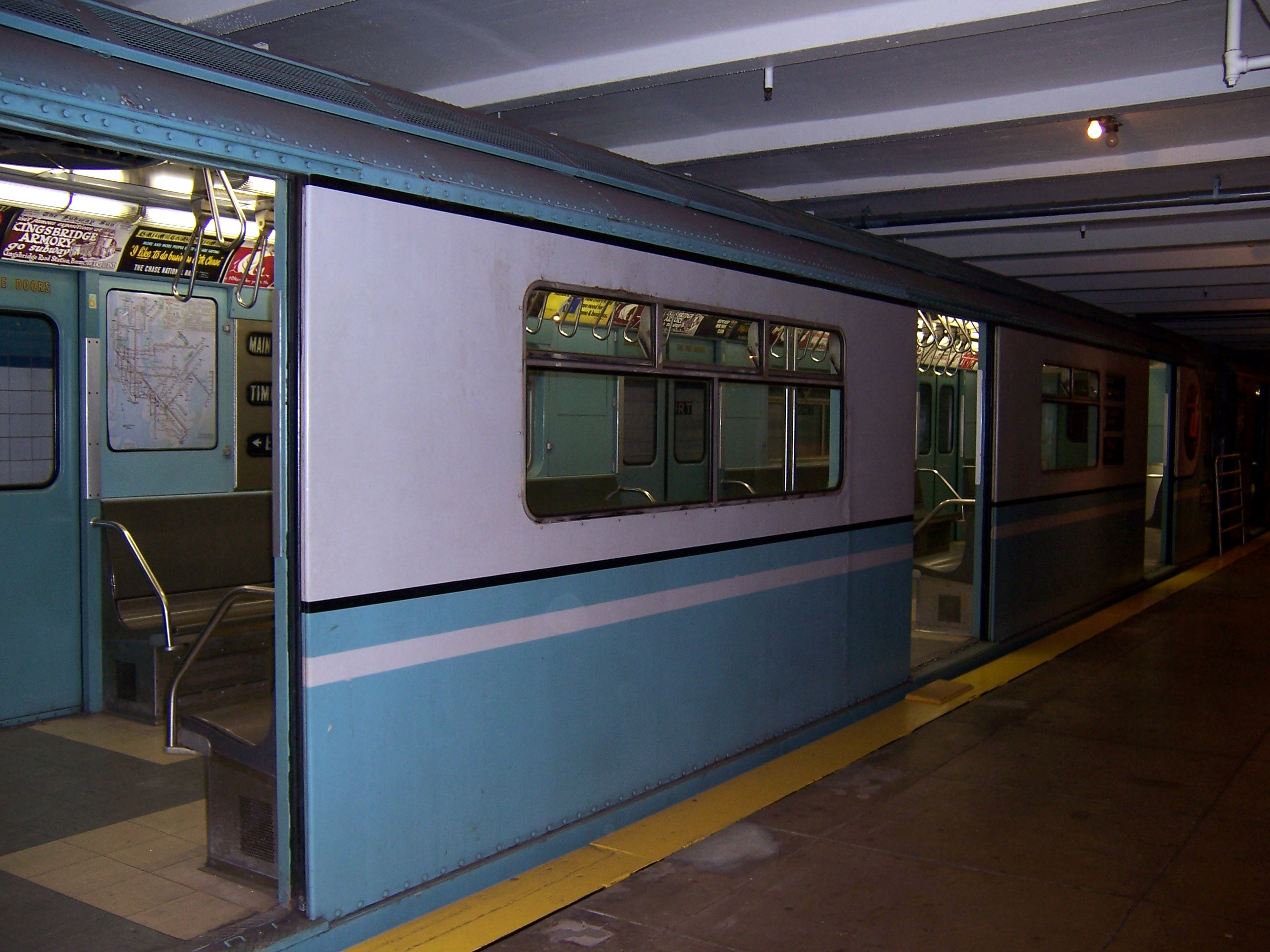
Die Züge zur Weltausstellung 1964 erhielten eine spezielle Farbgebung
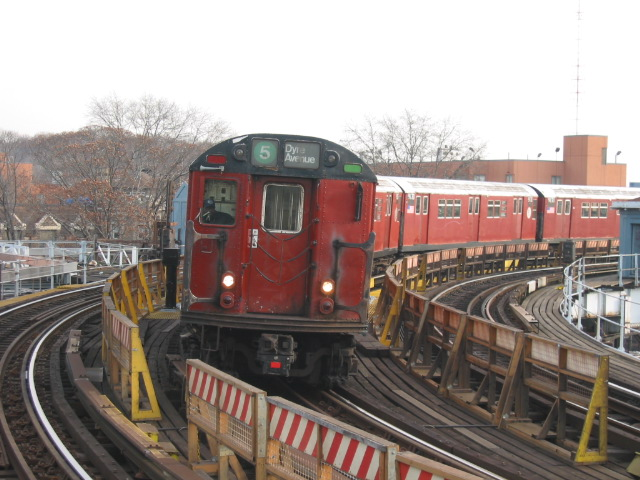
R33ML als „Redbird“ auf der Linie 5
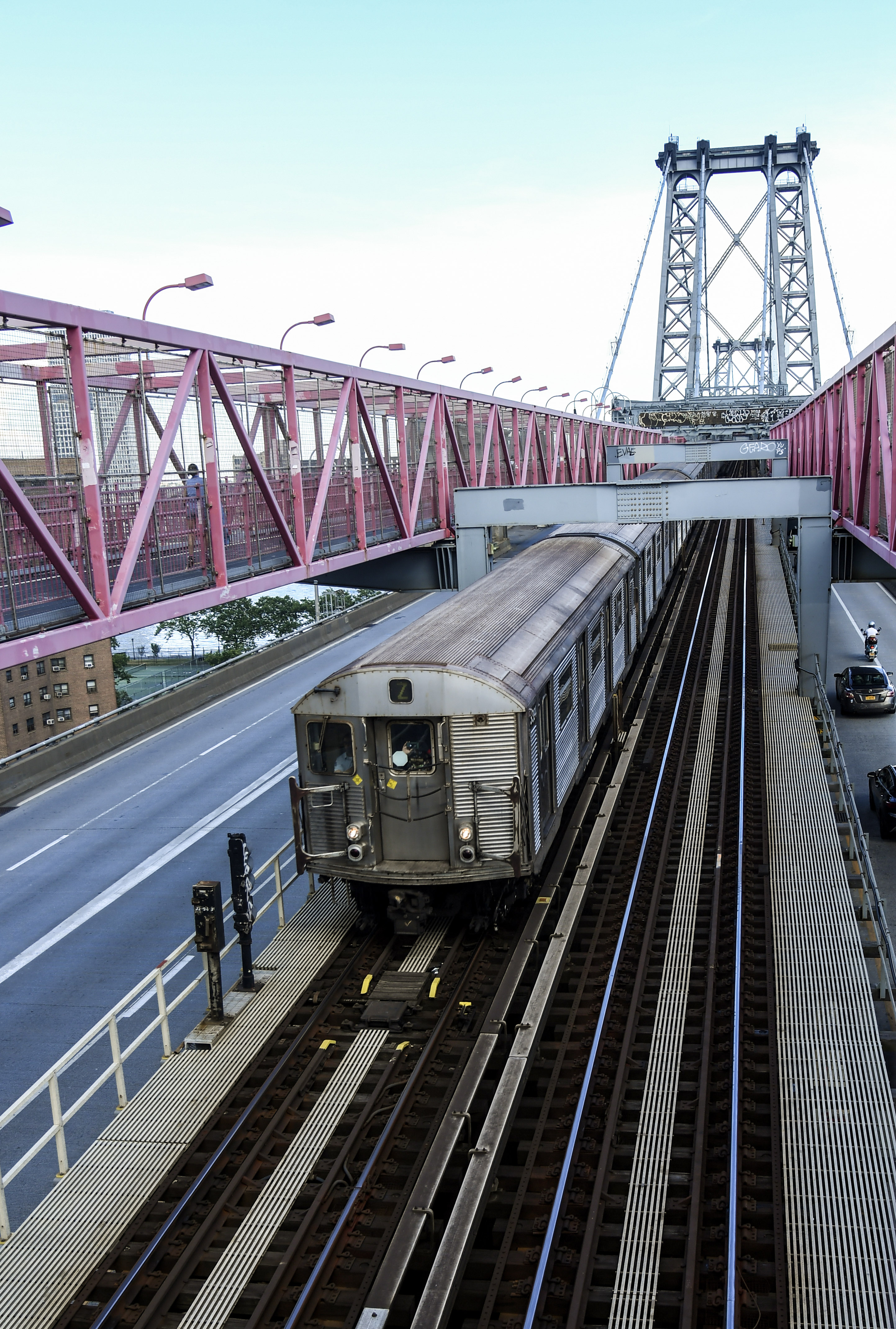
R32 auf der Williamsburg Bridge

### Fahrzeuge der 3. Generation – 1968 bis 1989
Mit der Ausmusterung der letzten BMT Standards und der ersten R1-Wagen begann aus heutiger Sicht der Übergang zu einer dritten Generation Fahrzeuge. Die Serien R40 und R42 dürfen als erste typische Vertreter dieser Generation angesehen werden. Sie besaßen einen Wagenkasten aus rostfreiem Stahl mit bauchiger Seitenwand, eine neuartige Front aus glasfaserverstärktem Kunststoff, Panoramafenster und Klimaanlage, wie es bereits seit einigen Jahren bei US-amerikanischen Eisenbahngesellschaften Standard war. Die Zielschilder rückten von der vorderen Dachkante in die linke Frontscheibe. Die von den Industriedesignern Sundberg-Ferar entworfene schräge Front der Teilserie R40M war besonders augenfällig, aber bewährte sich in der Praxis nicht.
Nach den Plänen der MTA sollte parallel zum Aktionsprogramm von 1968 mit dem R44 und dem R46 eine völlig neue Fahrzeuggeneration eingeführt werden, die mit den bisher eingesetzten Wagen nicht mehr kompatibel sein sollte. Die Fahrzeuge ähnelten äußerlich zwar dem R42, waren aber mit 75 Fuß (22,86 m) erheblich länger als die bisherigen 60-Fuß-Wagen und jeweils fest zu Vier-Wagen-Garnituren gekoppelt, so dass die Gesamtlänge eines Triebzuges der eines bisherigen Fünf-Wagen-Zuges entsprach. Beide Serien kamen mit damals modernster Elektronik für Bremsen, Kupplung, Antrieb, Klimaanlage und Türsteuerung. Außerdem waren sie auf den Einsatz automatischer Zugsteuerung (Automatic Train Control, ATC) vorbereitet, die in der geplanten Second Avenue Subway eingesetzt werden sollte.
Diese neuen Fahrzeuge bereiteten jedoch große Probleme. Sie waren bei Wartung und Betrieb ausgesprochen unhandlich und sorgten für längere Aufenthaltszeiten in den Bahnhöfen, weil über die Länge eines Zuges weniger Türen als bisher zur Verfügung standen. Die Elektronik stellte sich als unzuverlässig heraus und wurde in den 1980ern größtenteils durch konventionelle Technik ersetzt. Beim R46 erwies sich dazu die Mechanik als zu schwach ausgelegt, was sich in gebrochenen Drehgestellen und hohem Verschleiß an tragenden Teilen äußerte, weshalb Ende der 1970er kurzzeitig fast die gesamte R46-Flotte stillgelegt wurde.
Diese Probleme zogen eine völlige Abkehr von „moderner Technik“ nach sich. Doch während der Krise der 1970er Jahre war an Neuanschaffungen ohnehin nicht zu denken. Als Anfang der 1980er Jahre die finanziellen Spielräume wieder wuchsen, wandte man sich zunächst dem schlechten Erhaltungszustand der vorhandenen Wagen zu. Über 3.000 Wagen wurden generalüberholt und erhielten neben Klimaanlage und verschiedenen Neuteilen allesamt eine rote Lackierung, die ihnen den Spitznamen „Redbirds“ einbrachte (wörtlich „Rotvögel“, auf den „Rotkardinal“, einen roten Vogel, anspielend in Anlehnung an die als „Bluebirds“ betitelten BMT-Compartment-Wagen). Die einzigen Neuanschaffungen aus dieser Zeit waren die Typen R62 und R68, die aber bis auf die Zusammenstellung zu Garnituren immer noch den Stand der Technik des R10 von 1948 repräsentierten. Diese Fahrzeuge wurden bei Bombardier und Kawasaki Heavy Industries und damit erstmals bei Herstellern mit Sitz außerhalb der USA bestellt.

Fahrzeuge der dritten Generation
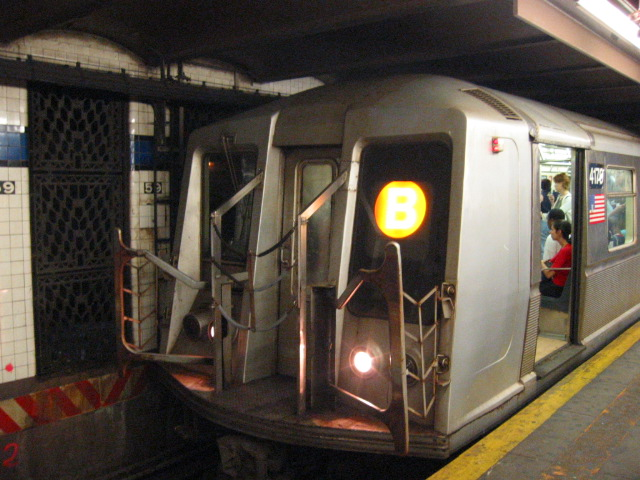
Der Typ R40 mit seiner markanten schrägen Front
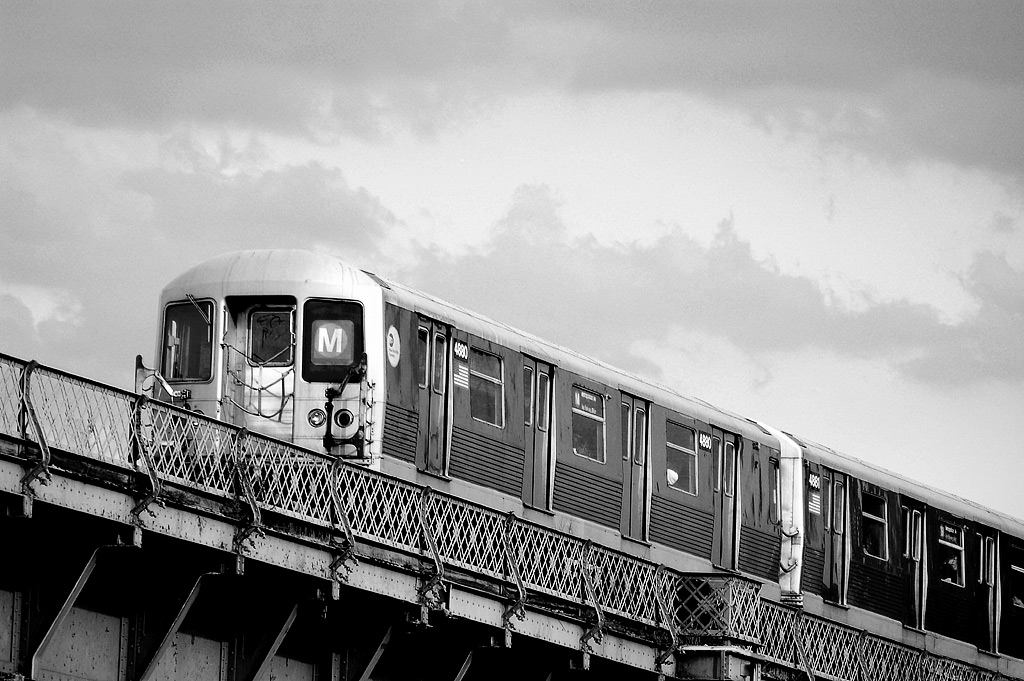
Der Typ R42
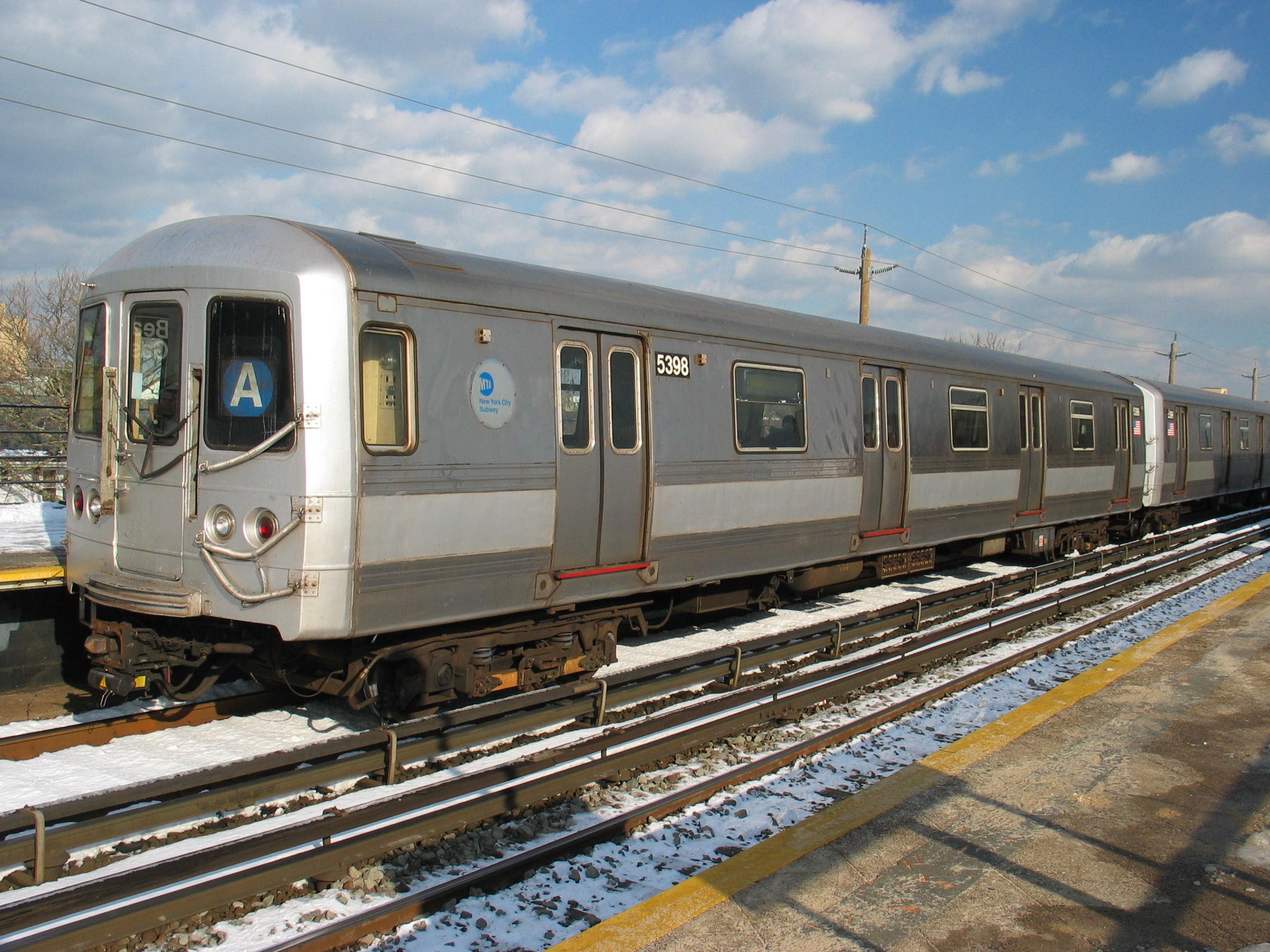
Die Typen R44 und R46 sind deutlich länger als ihre Vorgänger
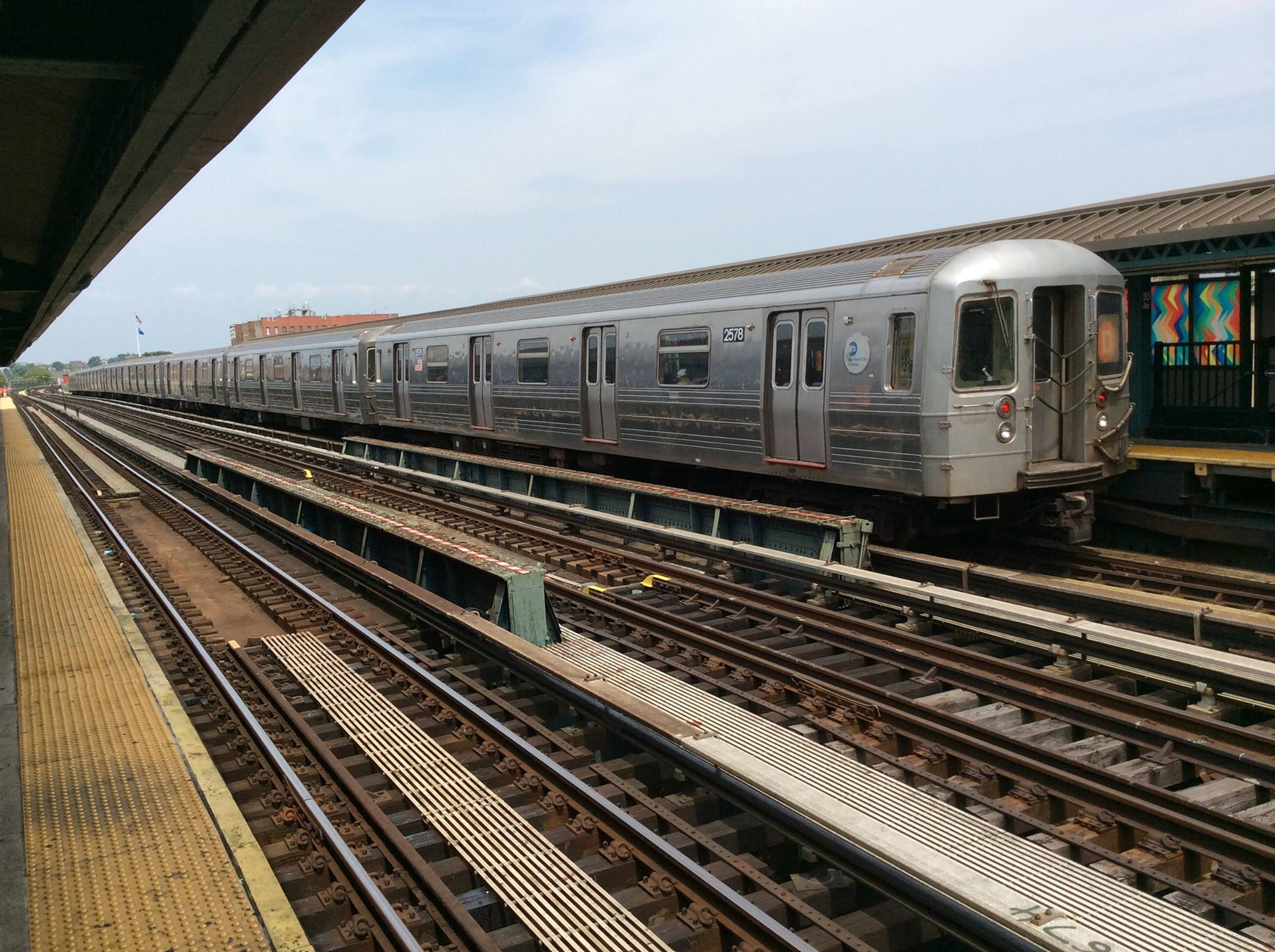
Gleiches gilt für die R68, die in den 1980ern beschafft wurden
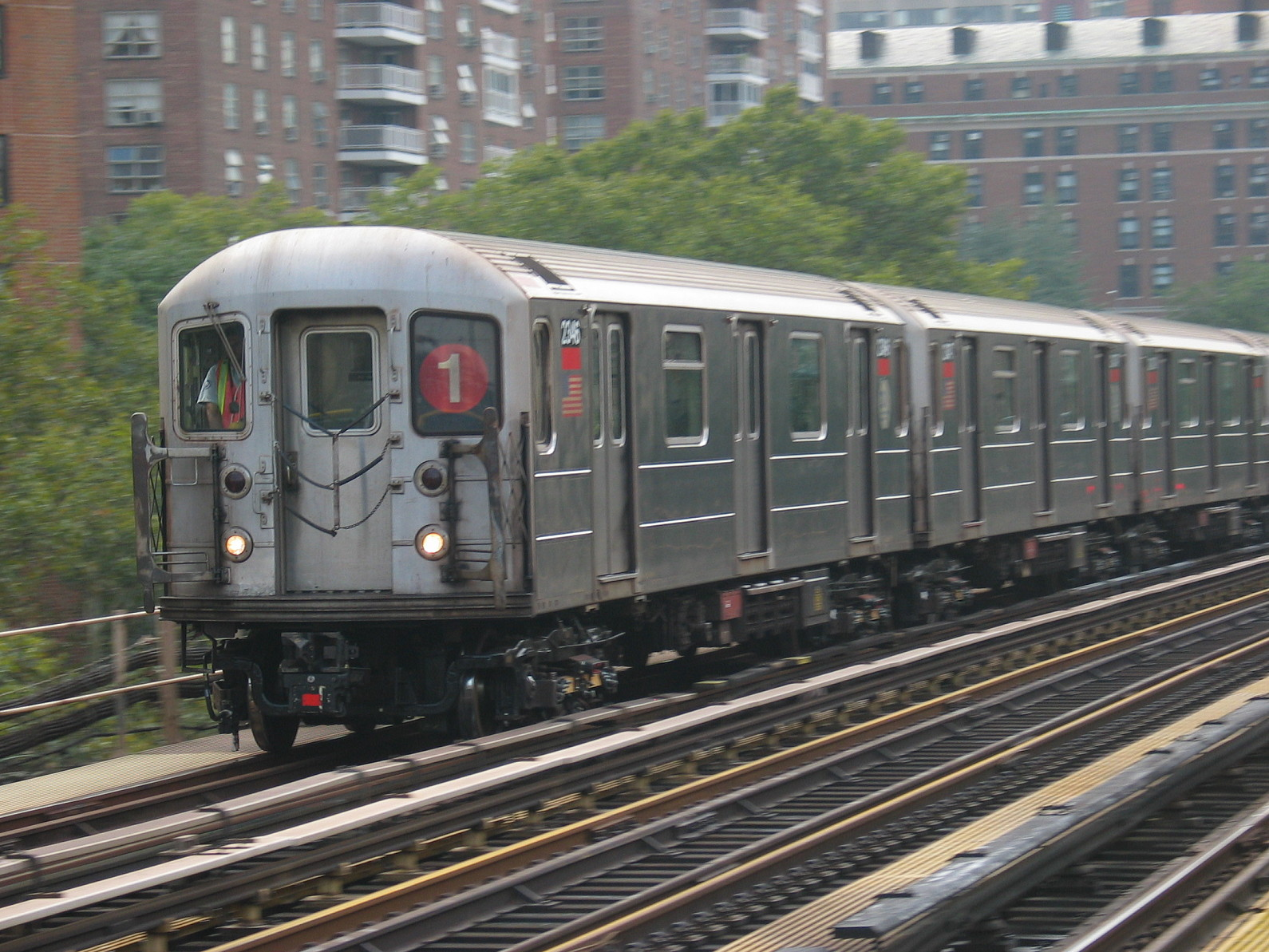
Der Typ R62 kam erstmals aus Japan und ist abgesehen vom sehr viel kleineren Wagenkasten dem R68 sehr ähnlich

### Fahrzeuge der 4. Generation – 1990 bis heute

#### Typen R142 und R143
Erst in den 1990er Jahren wagte sich die MTA wieder an Fahrzeuge mit moderner Ausstattung heran. Doch nun sollten etwaige Neuerungen vor Serieneinsatz erst gründlich an zwei Prototypen erprobt werden. Die ersten Serienfahrzeuge dieser vierten Generation U-Bahn-Wagen, die Typen R142/R142A (Division A) und R143 (Division B), wurden von 1999 bis 2004 ausgeliefert und besitzen vollständig elektronische Steuerung, Drehstromantrieb und Luftfederung. Ab Frühjahr 2005 wurde mit den Fahrzeugen vom Typ R143 auf der BMT Canarsie Line der automatische Fahrbetrieb mit Communication-Based Train Control (CBTC) erprobt und ab 2010 in den Regelbetrieb überführt.
Da zu diesem Zweck auch die Schmalprofillinie 7 umgebaut wird und ein CBTC-Betrieb mit Altbaufahrzeugen nicht vorgesehen ist, wurde bis 2018 die Linie 7 vollständig auf die Typen R142 und R188 umgestellt. Sie wird seit 2019 automatisch betrieben. Beim Fahrzeugtyp R188 handelt es sich im Wesentlichen um bereits vorher existente R142, die von fünf auf sechs Wagen erweitert wurden, um die auf der Linie 7 üblichen 11-Wagen-Züge bilden zu können; einige R188 wurden auch zwischen 2011 und 2016 komplett neu gebaut.

#### Typ R160
Um die im neuen Jahrtausend am Ende ihrer Lebensdauer angelangten Fahrzeuge der Division B vom Typ R32, R38, R40 und R42 (Baujahre 1964–1970) ersetzen zu können, bestellte die MTA im Juli 2002 eine erste Serie von 660 Wagen des neuen Typs R160, der großteils auf dem Typ R143 basiert. Der Auftrag wurde dabei (wie bereits einige Jahre zuvor beim Typ R142) wiederum an zwei Hersteller vergeben, diesmal an Alstom (Typ R160A, 400 Wagen) sowie an Kawasaki (Typ R160B, 260 Wagen). Die Auslieferung der 660 bestellten Wagen begann im Jahre 2006 und wurde 2008 abgeschlossen. Am 17. August 2006 war erstmals ein Wagenzug des Typs R160 im Liniendienst auf der Linie N im Einsatz. Noch während der laufenden Auslieferung dieser ersten Serie, bestellte die MTA im Juli 2007 weitere 620 Wagen des Typs R160 und erhöhte so die Anzahl an fest bestellten R160 auf 1.280 Wagen. Diese 620 Wagen befanden sich im Dezember 2008 in der Auslieferung, wobei rund 150 Wagen bereits abgeliefert waren.
Im Rahmen des 2008–2013 MTA Capital Program plante die MTA 2008, 382 weitere Wagen vom Typ R160 zu bestellen.:28 Zur Umsetzung dieser Pläne kam es nur teilweise: Der Bau der R160 wurde 2010 beendet, heute sind 1.662 Wagen des Typs im Einsatz. Die Typen R32 bis R42 sollten zuerst ausgemustert werden, Ende der 2000er Jahre stellte man jedoch starke Ermüdungsschäden an den R44-Wagenkästen fest, weshalb die Ausmusterung der R32 und R42 abgebrochen wurde (R38 und R40 waren zu diesem Zeitpunkt bereits nicht mehr im Einsatz) und vorrangig bis 2010 alle R44 ausgemustert wurden. Somit waren 2016 noch über ein Drittel aller R32 und einige R42 im Einsatz.

#### Typ R179

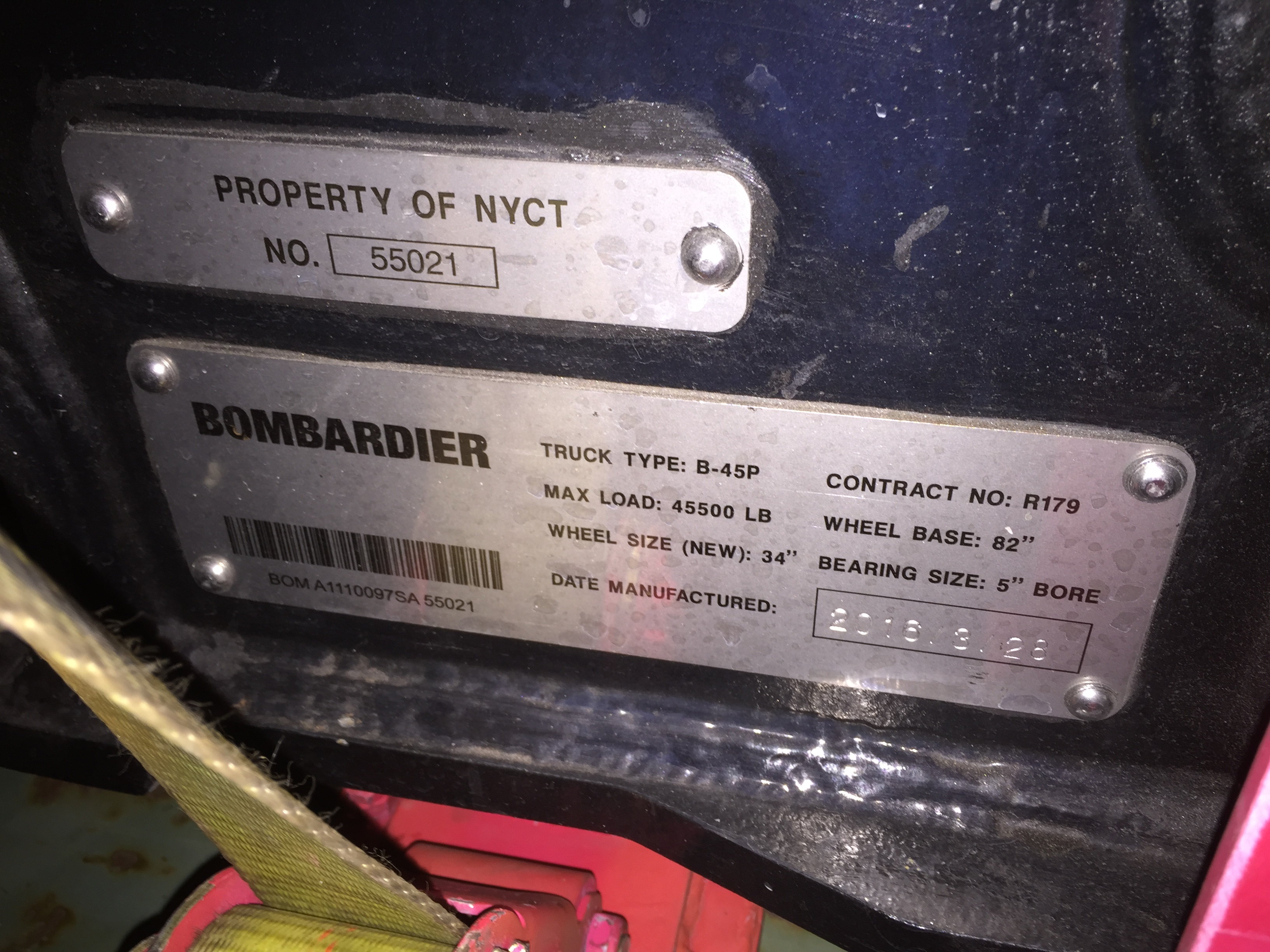
R179: Typschild eines Drehgestells

Es wurden zwischen 2016 und 2019 zusätzlich 318 Wagen vom neuen Typ R179 geliefert,:28 welcher dem Typ R160 technisch ähnlich und äußerlich fast identisch ist. Der Typ wurde auf der Fahrzeugplattform Bombardier Movia aufgebaut und in Bombardiers Werk in Plattsburgh (City, New York) montiert.
Ursprünglich sollten diese Wagen wieder 75 Fuß lang werden, dies wurde später wieder auf 60 Fuß zurückgeändert. Mit den R179 sollten die letzten R42 und voraussichtlich einige R46 ausgemustert werden. Weitere 64 neue Wagen waren für die Staten Island Railway geplant:28, die derzeit mit modifizierten Wagen vom Typ R44 bedient wird. Dieser Plan wurde jedoch fallen gelassen und auf später verschoben, die verbliebenen R44 (welche durch den Einsatz auf der ruhigeren Staten Island Railway nicht so starke Schäden aufweisen wie die anderen R44) wurden im 207th Street Yard in Manhattan für weitere Einsatzjahre ertüchtigt. Die R179 wurden mehrere Jahre verspätet ausgeliefert und hatten mit vielen Anfangsproblemen zu kämpfen, seit 19. November 2017 befinden sie sich im Einsatz auf den Linien J und Z.
Geplant war, die Ausmusterung der R42 sofort parallel zum R179-Einsatzbeginn starten, da die R42 teils gravierende Schäden an den Wagenkästen aufwiesen und oft nur noch notdürftig mit Panzertape repariert werden. Die Ausmusterung wurde aber zurückgestellt, um einen absehbaren Mehrbedarf an Fahrzeugen aufzufangen: Eine geplante monatelange Vollsperrung des 14th-Street-Tunnels unter dem East River der Linie L zur Sanierung der Korrosionsschäden nach der Überflutung während Hurrikan Sandy hätte mehr Züge auf anderen Linien erfordert. Diese Vollsperrung wurde allerdings kurzfristig durch nächtliche Teilsperrungen ersetzt, so dass die R42 am 12. Februar 2020 zum letzten Mal zum Einsatz kamen. Die verbliebenen Triebwagen sollten eigentlich bereits im Dezember 2019 schrittweise abgestellt werden, kehrten aber im Januar 2020 wegen Türproblemen beim R179 nochmals in den Einsatz zurück.

#### Typ R211
Seit 2013 ist die Beschaffung eines völlig neuen Breitprofiltyps, dem Typ R211, geplant. Die Bestellung soll – je nach Einlösen oder Streichen verschiedener Optionen – zwischen 1.025 und 1.545 Einzelwagen umfassen. Der Typ soll aus drei Bauserien bestehen: Der R211A soll das Standardfahrzeug werden und sowohl voraussichtlich alle bis dahin verbliebenen R32 und R46 ersetzen als auch den Fahrzeugbestand aufstocken, während der R211S von vornherein für den Einsatz auf der Staten Island Railway geplant wird und dort die letzten R44 ersetzen wird. Mit dem R211T, von dem zunächst nur 20 Triebwagen bestellt wurden, soll das Konzept von offenen Durchgängen getestet werden, welche international, aber nicht in New York üblich sind. Bewähren die R211T sich, besteht die Möglichkeit, in weiteren Lieferoptionen ausschließlich R211T zu beschaffen. Die Faltenbälge der R211T liefert der Verkehrstechnikhersteller Hübner.
Gegenüber den älteren New Technology Trains weisen die R211 einige Neuerungen auf. Die Türöffnungen wurden auf 58 statt 50 Zoll verbreitert, Videoüberwachung installiert und die Fahrgastinformation ausgeweitet.
Die Ausschreibung für den Bau eines ersten Bauloses gewann Kawasaki Heavy Industries. Die Bestellung erfolgte 2018. Die 535 Fahrzeuge werden ab 2019 gebaut und seit 2021 ausgeliefert. Der erste Einsatz eines R211A im Fahrgastbetrieb fand im Rahmen von Abnahmefahrten am 10. März 2023 statt, der Typ wird anfangs auf den Linien A und C fahren. Der Typ 211T wird seit dem 1. Februar 2024 zunächst auf der Linie C eingesetzt. Im März 2025 wurde der Einsatz auf die Linie G ausgeweitet. Die Staten Island Railway erhält 15 Wagen R211S, die zu Fünf-Wagen-Zügen zusammengestellt werden.
Ein zweites Baulos mit 640 Fahrzeugen wurde 2022 in Auftrag gegeben. Die Staten Island Railway erhält daraus 60 Fahrzeuge R211S. Ein drittes Baulos mit 435 Fahrzeugen, davon 80 R211T, wurde für 1,3 Milliarden US-Dollar im Dezember 2024 zur Lieferung bis 2028 bewilligt.

#### Typ R262
Im Schmalprofil gibt es Planungen für einen neuen Fahrzeugtyp, der die Bezeichnung R262 tragen soll. Wie beim R211 soll es auch hier Züge mit durchgehenden Gelenkverbindungen geben, außerdem sollen die Züge für die neue Signaltechnik CBTC ausgerüstet werden.
Die Beschaffung eines ersten Bauloses sollte mit Mitteln aus dem Investitionsrahmenplan 2020–2024 (2020–2024 MTA Capital Program) der Metropolitan Transportation Authority ablaufen. Der Plan blieb aber über seine Laufzeit unterfinanziert, so dass die Größe der geplanten Baulose mehrfach verändert wurde und es bis 2024 zu keiner Bestellung kam. War 2019 von einem Gesamtumfang von ca. 1500 Wagen die Rede, wurde die Angabe 2020 auf 1364 Wagen präzisiert. Ein erstes Baulos sollte ca. 900 Wagen umfassen. In den Folgejahren wurde die geplante Stückzahl zugunsten von Beschaffungen in der Division B weiter verkleinert. Ein Typ R268 fand 2023 Erwähnung.
Der Bundesstaat New York stellte 2025 genügend Mittel für den Investitionsrahmenplan 2025–2029 (2025–2029 MTA Capital Program) bereit, so dass die NYCTA im Mai 2025 eine offene Voranfrage veröffentlichte, um 1.140 Wagen des Typs R262 zu beschaffen.

Fahrzeuge der vierten Generation
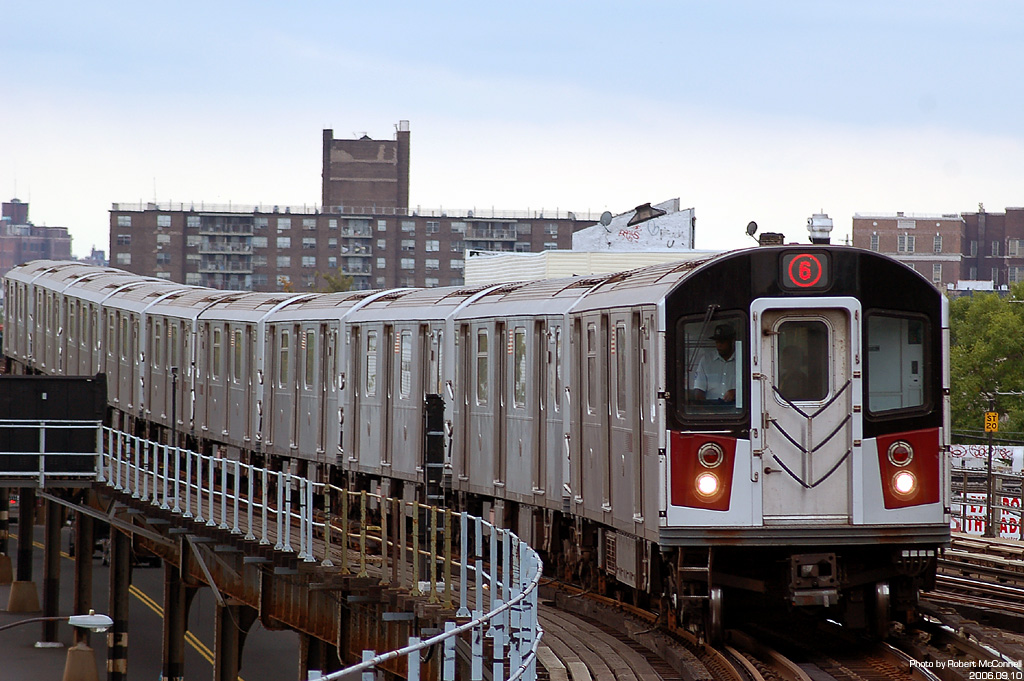
Der Typ R142A
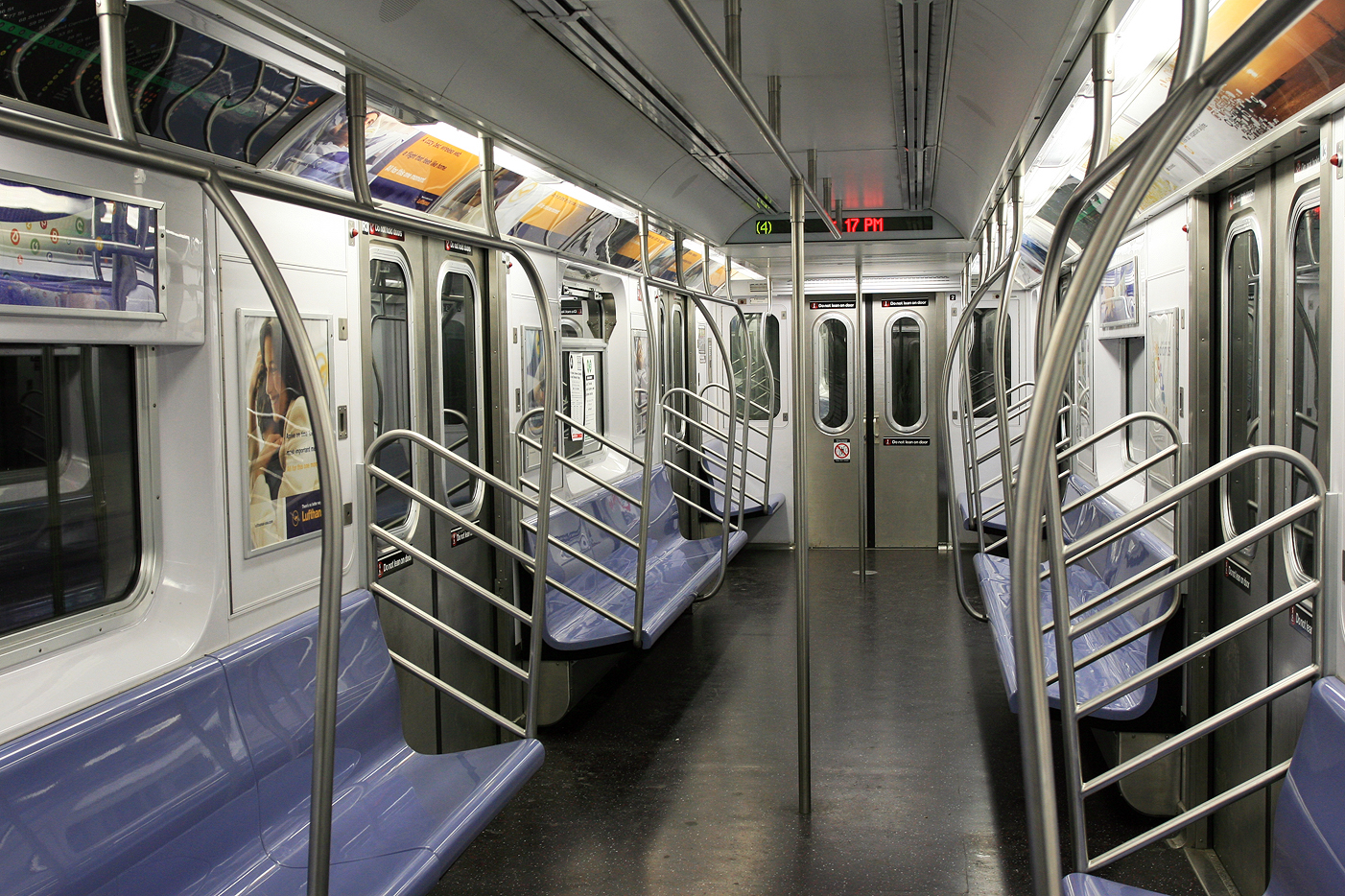
Innenraum des Typs R142A
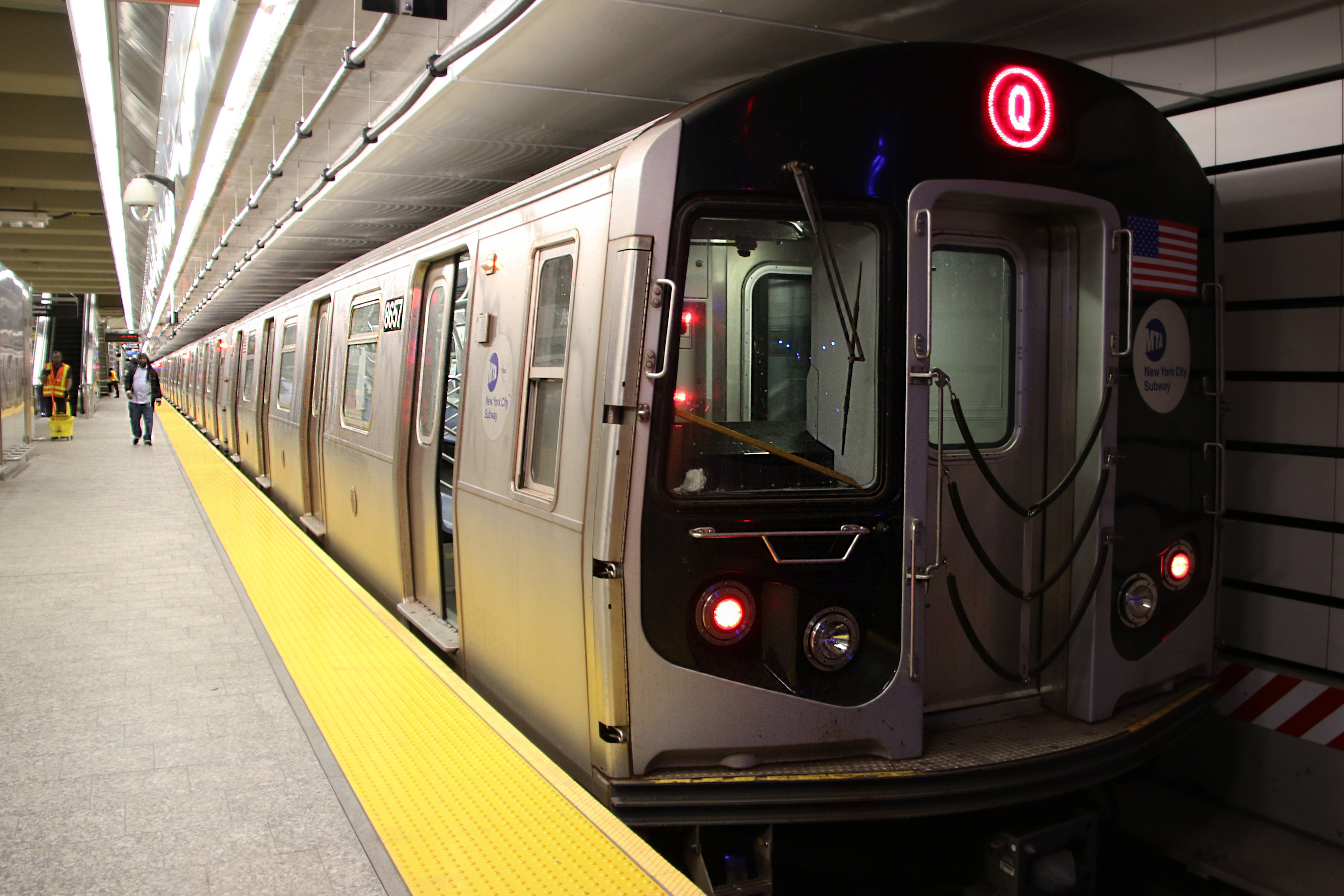
Der Typ R160
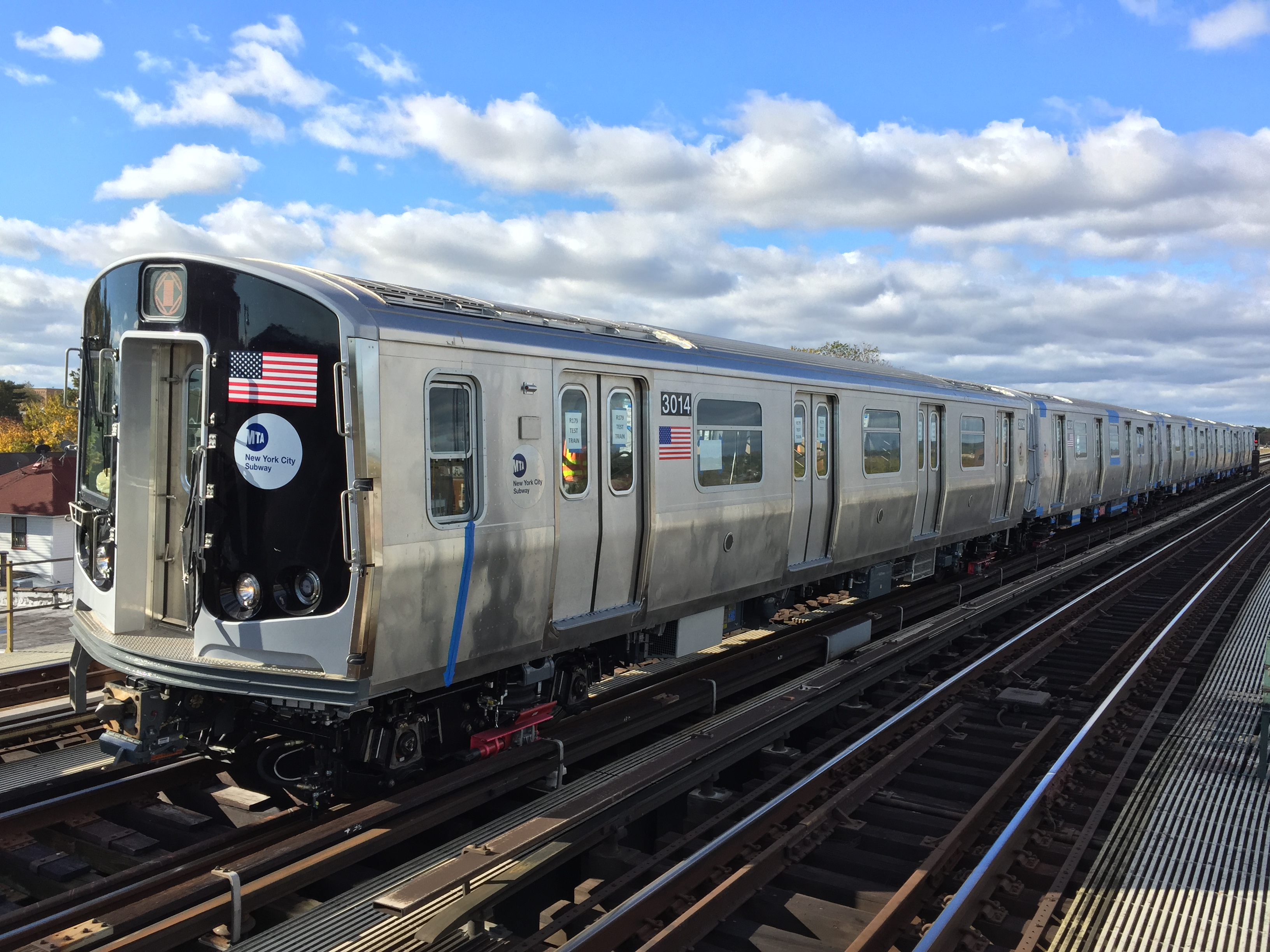
Der Typ R179
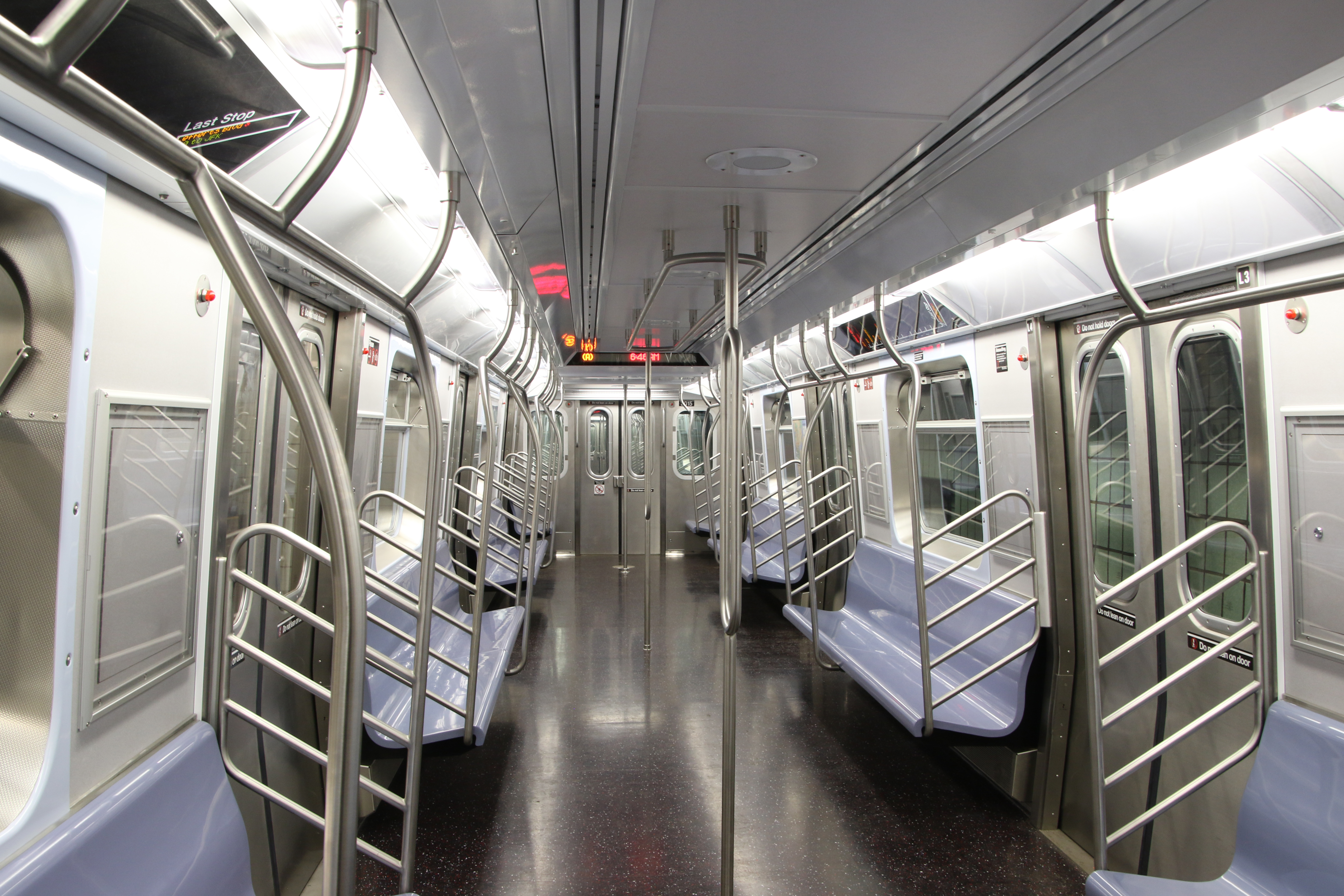
Innenraum des Typs R179
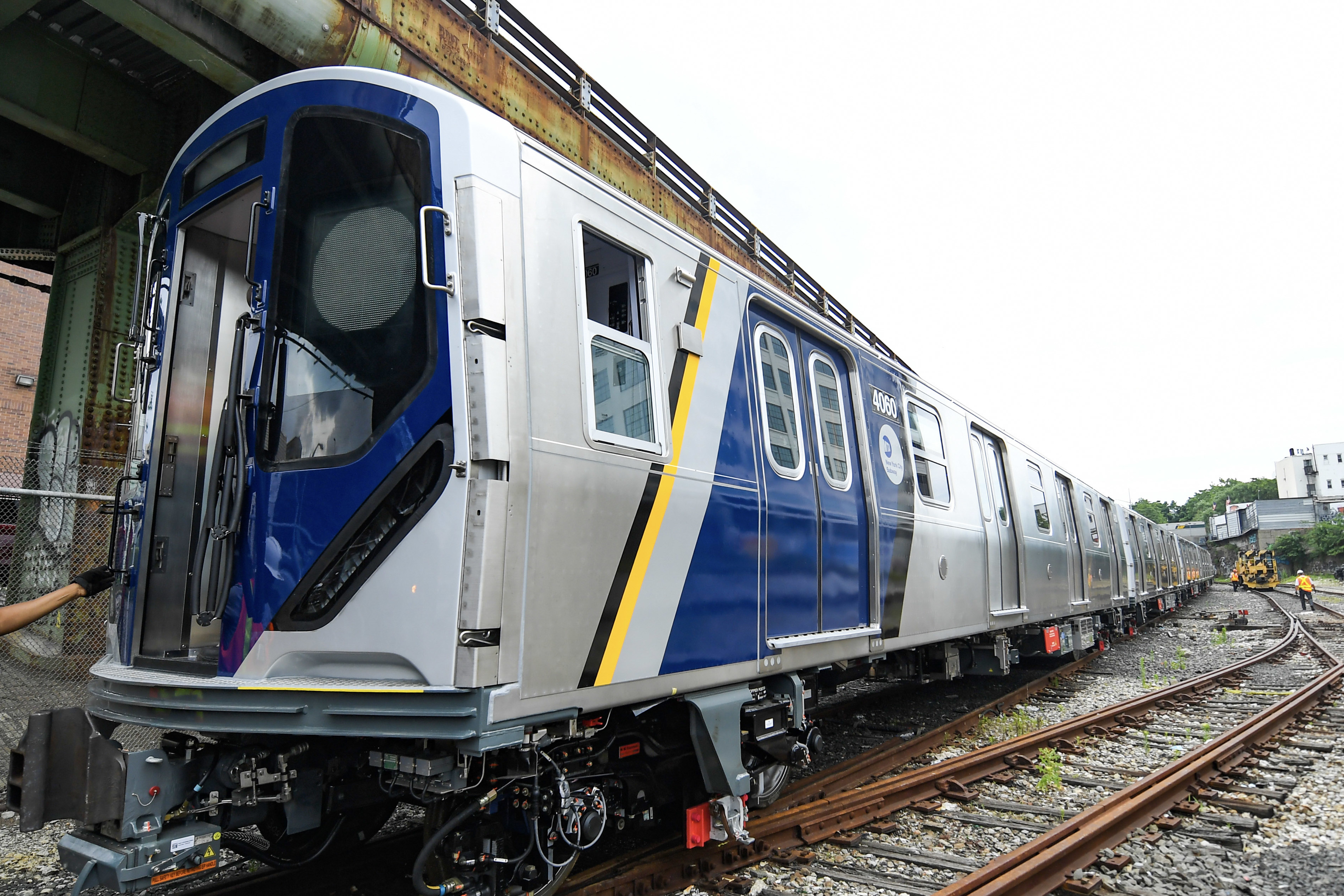
Der Typ R211T
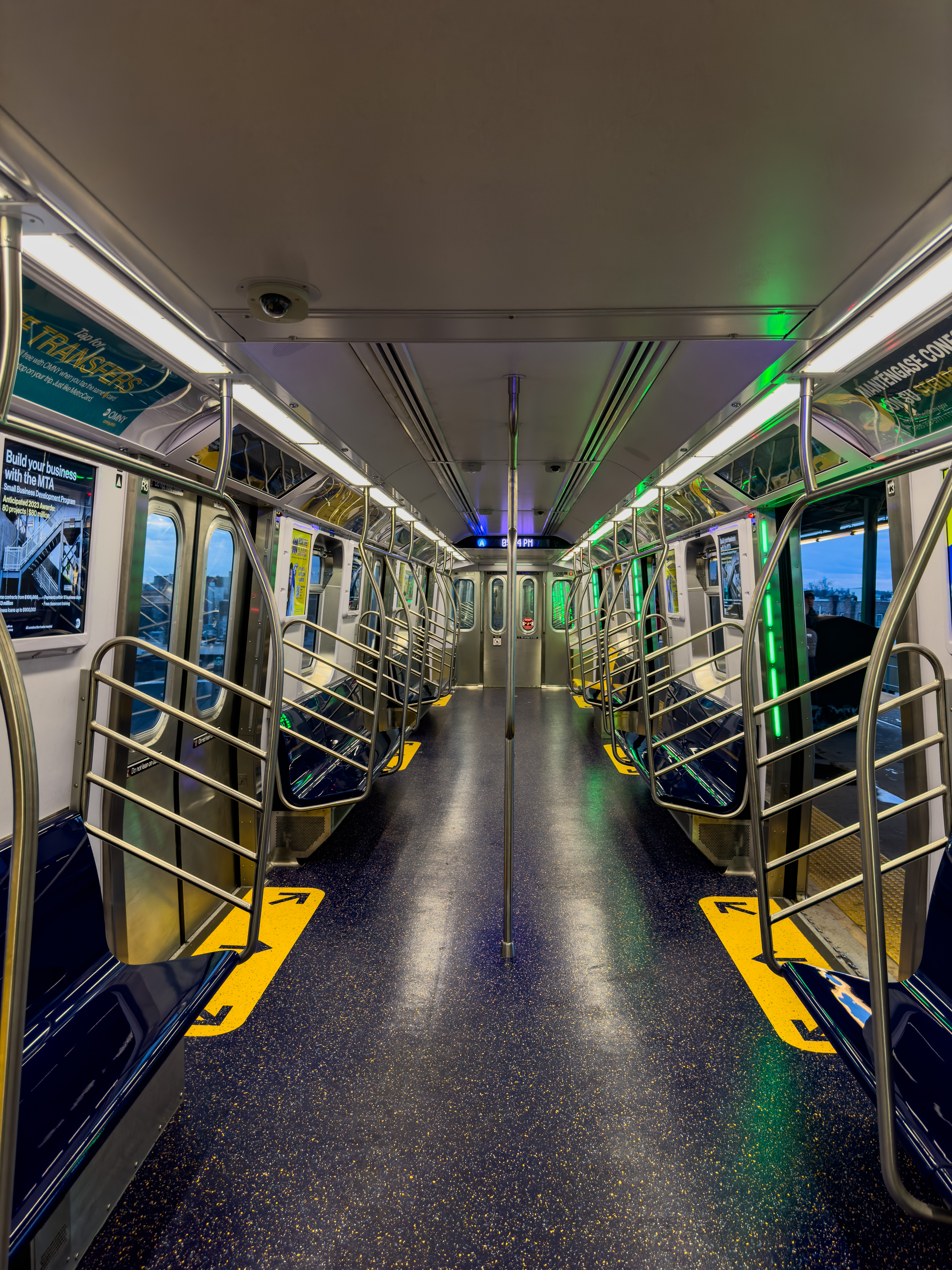
Innenraum des Typs R211A

| Schmalprofilwagen, Baujahre nach 1940                                                                      | Schmalprofilwagen, Baujahre nach 1940          | Schmalprofilwagen, Baujahre nach 1940 | Schmalprofilwagen, Baujahre nach 1940 | Schmalprofilwagen, Baujahre nach 1940 | Schmalprofilwagen, Baujahre nach 1940 | Schmalprofilwagen, Baujahre nach 1940 | Schmalprofilwagen, Baujahre nach 1940 |
| Liefervertrag                                                                                              | Hersteller                                     | Anzahl                                | Fahrzeug- nummern                     | Indienst- stellung                    | Über- holung                          | Aus- musterung                        | Bemerkungen |
| --- | ---------------------------------------------- | ------------------------------------- | ------------------------------------- | ------------------------------------- | ------------------------------------- | ------------------------------------- | --- |
| R12 | American Car & Foundry                         | 100                                   | 5703–5802                             | 1948                                  | –                                     | 1981                                  | |
| R14 | American Car & Foundry                         | 150                                   | 5803–5952                             | 1949                                  | –                                     | 1984                                  | |
| R15 | American Car & Foundry                         | 100                                   | 5953–5999, 6200–6252                  | 1950                                  | –                                     | 1984                                  | erster Wagen mit „dem“ Bogendach |
| R17/R21/R22                                                                                                | St. Louis Car                                  | 400/250/450                           | 6500–6899, 7050–7749                  | 1955–58                               | –                                     | 1987–88                               | |
| R26/R28 | American Car & Foundry                         | 110/100                               | 7750–7959                             | 1959–61                               | 1985–87                               | 2001–02                               | spätere „Redbirds“ |
| R29 | St. Louis Car                                  | 236                                   | 8570–8805                             | 1962–63                               | 1985–87                               | 1993                                  | spätere „Redbirds“ |
| R33 | St. Louis Car                                  | 500                                   | 8806–9305                             | 1963–64                               | 1986–91                               | 2003                                  | spätere „Redbirds“ |
| R33S/R36WF/R36ML                                                                                           | St. Louis Car                                  | 40/390/34                             | 9306–9769                             | 1963–64                               | 1982–85                               | 2003                                  | spätere „Redbirds“, mehrere Wagen bis heute als Arbeitsfahrzeuge im Einsatz, oft im letzten Einsatzzustand |
| R62/R62A                                                                                                   | Kawasaki Heavy Industries/ Bombardier          | 325/825                               | 1301–1625/ 1651–2475                  | 1983–87                               | –                                     | im Einsatz                            | R62 erstmals aus Japan importiert |
| R110A (R130)                                                                                               | Kawasaki Heavy Industries                      | 10                                    | 8001–8010                             | 1992                                  | –                                     | 1998                                  | Prototyp der vierten Generation; Entwürfe unter R110A, Lieferung unter R130, Großteil der Einzelwagen 2013/2014, sowie 2022 von Brookville, zu Arbeitsfahrzeugen zum Abpumpen vollgelaufener Tunnel umgebaut                                          |
| R142/R142A                                                                                                 | Bombardier/ Kawasaki Heavy Industries          | 1030/600                              | 6301–7180/ 7591–7610                  | 2000–04                               | –                                     | im Einsatz                            | 7211-7590 zu R188 umgebaut |
| R188 | Kawasaki Heavy Industries                      | 506                                   | 7211–7590/ 7811–7898/ 7899–7636       | 2011–16                               | –                                     | im Einsatz                            | 7211-7590 aus R142A umgebaut |
| R262 | Vergabe ausstehend                             | 1500 (geplant)                        | noch nicht bekannt                    | kein Zeitplan                         | –                                     | –                                     | – |
| Breitprofilwagen, Baujahre nach 1940                                                                       |                                                |                                       |                                       |                                       |                                       |                                       | |
| Liefervertrag                                                                                              | Hersteller                                     | Anzahl                                | Fahrzeug- nummern                     | Indienst- stellung                    | Über- holung                          | Aus- musterung                        | Bemerkungen |
| R10 | American Car & Foundry                         | 400                                   | 2950–3349                             | 1948–49                               | –                                     | 1989                                  | |
| R11/R34 | Budd                                           | 10                                    | 8010–8019                             | 1949                                  | 1964–65                               | 1980                                  | Prototyp der zweiten Generation aus rostfreiem Stahl überholt als R34 bezeichnet |
| R16 | American Car & Foundry                         | 200                                   | 6300–6499                             | 1954–55                               | –                                     | 1978–87                               | |
| R27/R30/R30A                                                                                               | St. Louis Car                                  | 230/260/60                            | 8020–8569                             | 1960–62                               | 1985–86                               | 1991–93                               | spätere „Redbirds“ |
| R32/R32A                                                                                                   | Budd                                           | 300/300                               | 3350–3949                             | 1964–65                               | 1988–90                               | 2008–22                               | erster Serienwagen aus rostfreiem Stahl Unterteilung in „R32“ und „R32A“ entfiel nach Generalüberholung Ausmusterung begann 2008, pausierte 2010 nach Produktionsende der R160                                                                        |
| R38 | St. Louis Car                                  | 200                                   | 3950–4149                             | 1966–67                               | 1987–88                               | 2009                                  | 4140–4149 probeweise mit Klimaanlage ausgestattet |
| R40/R40A                                                                                                   | St. Louis Car                                  | 200/200                               | 4150–4549                             | 1968–69                               | 1987–89                               | 2009                                  | 300 erstgelieferte Wagen mit schräger Front; 100 letztgelieferte Wagen mit gerader Front baugleich mit R42; 200 letztgelieferte Wagen mit Klimaanlage (bezeichnet als R40A für air condition, davon 100 mit schräger Front und 100 mit gerader Front) |
| R42 | St. Louis Car                                  | 400                                   | 4550–4949                             | 1969–70                               | 1988–89                               | 2020                                  | Erste ab Werk vollständig mit Klimaanlagen abgelieferte Serie 2008 begonnene Ausmusterung wurde 2010 pausiert, 25 Triebwagen blieben als Betriebsreserve übrig – endgültiges Einsatzende am 12. Februar 2020                                          |
| R44/R44SI                                                                                                  | St. Louis Car                                  | 300                                   | 5202–5479 (100–399)                   | 1971–73                               | 1991–92                               | 2010 (R44), im Einsatz (R44SI)        | Länge 75 Fuß; ATO; 64 Wagen modifiziert und als R44SI bezeichnet für die Staten Island Railway |
| R46 | Pullman Standard                               | 754                                   | 5482–6258 (500–1278)                  | 1975–78                               | 1990–91                               | im Einsatz                            | Länge 75 Fuß; ATO nicht alle Nummern fortlaufend vergeben |
| R68/R68A                                                                                                   | Westinghouse-Amrail/ Kawasaki Heavy Industries | 425/200                               | 2500–2924/ 5001–5200                  | 1986–89                               | –                                     | im Einsatz                            | Länge 75 Fuß |
| R110B (R131)                                                                                               | Bombardier                                     | 9                                     | 3001–3009                             | 1992–93                               | –                                     | 2000                                  | Prototyp der vierten Generation; Entwürfe unter R110B, Lieferung unter R131 |
| R143 | Kawasaki Heavy Industries                      | 212                                   | 8101–8312                             | 2001–02                               | –                                     | im Einsatz                            | |
| R160A/R160B                                                                                                | Alstom/ Kawasaki Heavy Industries              | 1002/660                              | 8313–9942                             | 2006–10                               | –                                     | im Einsatz                            | Bestellung weiterer 382 Wagen (option order 2) war geplant, wurde aufgrund von Budgetkürzungen verworfen |
| R179 | Bombardier                                     | 318                                   | 3010–3327                             | 2016–19                               | –                                     | im Einsatz                            | Länge 60 Fuß; ursprünglich 75 Fuß geplant; Bestellung von 64 Wagen für die Staten Island Railway verworfen. Bestellung zunächst von 208 auf 290, dann später auf 318 Wagen erhöht                                                                     |
| R211 | Kawasaki Heavy Industries                      | 535+640                               | (40??–4???)                           | seit 2019                             | –                                     | im Einsatz                            | Auslieferung in drei Serien geplant: R211A für den normalen Ersatz von Altfahrzeugen und Aufstockung der Fahrzeugreserve, R211S für den Einsatz auf Staten Island und R211T zum Test von durchgängigen Wagenübergängen.                               |
| Die Anzahl der Fahrzeuge bezieht sich auf die Anzahl bei Auslieferung. Gezählt werden einzelne Wagen.1. 2. |                                                |                                       |                                       |                                       |                                       |                                       | |

## Linieneinsatz der Fahrzeuge
Jede Linie der New York Subway wird typischerweise nur von einem Fahrzeugtyp bzw. von weitgehend baugleichen oder kompatiblen Fahrzeugtypen bedient.
Auf den Schmalprofillinien der Division A (Linien 1 bis 7 und Shuttle unter der 42. Straße) kommen nur die Typen R62(A), R142(A) und R188 zum Einsatz. Die restlichen Fahrzeuge sind auf das breitere Lichtraumprofil der Division B (Linien A bis Z sowie Franklin Ave und Rockaway Shuttles) ausgelegt und fahren dementsprechend nur dort. 
Zwischen 2011 und 2014 kam es im Sommer regelmäßig zu einem Fahrzeugtausch auf den Linien A und C, sodass die R46 auf der Linie C eingesetzt wurden und die R32 primär auf der Linie A. Grund dafür war eine altersbedingte Störungshäufung bei den Klimaanlagen der R32, sodass diese oft ausfielen, wenn sie zu lange ausschließlich in den heißen Tunneln eingesetzt wurden (die Linie C hat keinen einzigen oberirdischen Abschnitt).:36 Durch das Befahren der oberirdischen Abschnitte der Linie A in Queens konnten die Geräte abkühlen. 2014 konnte durch umfassende Reparaturen an allen R32 dieser Missstand behoben werden, sodass der Fahrzeugeinsatz auch im Sommer in der Regel gleich blieb. Ab Dezember 2017 wurde die Linie C erneut mit R46 (parallel zu den R160) betrieben, um die Kapazität zu erhöhen – aufgrund ihrer festen Zusammenstellungen können die R46 fast ausschließlich als 4- oder 8-Wagen-Züge betrieben werden, wodurch die maximale Zuglänge von 600 Fuß erreicht wird. Die dadurch freigesetzten R32 kamen seitdem wieder zusammen mit den R46 auf der Linie A zum Einsatz. 2019 wurden die R46 wieder von der Linie C abgezogen. Die letzten Züge des Typs R32 wurden 2022 ausgemustert.
Die folgende Tabelle zeigt den Fahrzeugeinsatz mit Stand 23. Dezember 2023. Angegeben ist der Bedarf in den zwei werktäglichen Spitzenzeiten: Der frühe Berufsverkehr (amerikanisch „AM Rush“) dauert von ca. 7.30 Uhr bis 9.30 Uhr und weist eine Lastrichtung in die Geschäftszentren auf. Der späte Berufsverkehr („PM Rush“) dauert in der Verkehrsspitze von ca. 17 bis 19 Uhr und ist auf die Wohngegenden und Vorstädte ausgerichtet.
| Fahrzeugtyp | Linien | Wagen im Berufsverkehr | Wagen im Berufsverkehr | Züge im Berufsverkehr | Züge im Berufsverkehr | Bemerkungen                                                                                |
| Fahrzeugtyp | Linien | Früh                   | Spät                   | Früh                  | Spät                  |                                                                                            |
| ----------- | ------ | ---------------------- | ---------------------- | --------------------- | --------------------- | ------------------------------------------------------------------------------------------ |
| R44         |        | 58 Wagen               |                        |                       |                       | Ersatz durch in Auslieferung befindliche R211S, Einsatz perspektivisch abnehmend           |
| R46         |        | 200 Wagen              | 208 Wagen              | 25 Züge               | 26 Züge               | Ersatz durch in Auslieferung befindliche R211A und R211T, Einsatz perspektivisch abnehmend |
| R46         |        | 64 Wagen               | 64 Wagen               | 8 Züge                | 8 Züge                | Ersatz durch in Auslieferung befindliche R211A und R211T, Einsatz perspektivisch abnehmend |
| R46         |        | 176 Wagen              | 176 Wagen              | 22 Züge               | 22 Züge               | Ersatz durch in Auslieferung befindliche R211A und R211T, Einsatz perspektivisch abnehmend |
| R46         |        | 168 Wagen              | 168 Wagen              | 21 Züge               | 21 Züge               | Ersatz durch in Auslieferung befindliche R211A und R211T, Einsatz perspektivisch abnehmend |
| R46         |        | 8 Wagen                | 8 Wagen                | 2 Züge                | 2 Züge                | Ersatz durch in Auslieferung befindliche R211A und R211T, Einsatz perspektivisch abnehmend |
| R62         |        | 10 Wagen               | 10 Wagen               | 1 Zug                 | 1 Zug                 |                                                                                            |
| R62         |        | 250 Wagen              | 240 Wagen              | 25 Züge               | 24 Züge               |                                                                                            |
| R62A        |        | 300 Wagen              | 300 Wagen              | 30 Züge               | 30 Züge               |                                                                                            |
| R62A        |        | 370 Wagen              | 370 Wagen              | 37 Züge               | 37 Züge               |                                                                                            |
| R62A        |        | 12 Wagen               | 12 Wagen               | 2 Züge                | 2 Züge                |                                                                                            |
| R68         |        | 48 Wagen               | 40 Wagen               | 6 Züge                | 5 Züge                |                                                                                            |
| R68         |        | 232 Wagen              | 224 Züge               | 29 Züge               | 28 Züge               |                                                                                            |
| R68         |        | 72 Wagen               | 72 Wagen               | 9 Züge                | 9 Züge                |                                                                                            |
| R68         |        | –                      | 8 Wagen                | –                     | 1 Zug                 | Im frühen Berufsverkehr stattdessen auf der                                                |
| R68         |        | 4 Wagen                | 4 Wagen                | 2 Züge                | 2 Züge                |                                                                                            |
| R68A        |        | –                      | 8 Wagen                | –                     | 1 Zug                 | Im frühen Berufsverkehr stattdessen auf der                                                |
| R68A        |        | 152 Wagen              | 144 Wagen              | 19 Züge               | 18 Züge               |                                                                                            |
| R68A        |        | 16 Wagen               | 16 Wagen               | 2 Züge                | 2 Züge                |                                                                                            |
| R142        |        | 350 Wagen              | 350 Wagen              | 35 Züge               | 35 Züge               |                                                                                            |
| R142        |        | 180 Wagen              | 170 Wagen              | 18 Züge               | 17 Züge               |                                                                                            |
| R142        |        | 340 Wagen              | 350 Wagen              | 34 Züge               | 35 Züge               |                                                                                            |
| R142A       |        | 170 Wagen              | 160 Wagen              | 17 Züge               | 16 Züge               |                                                                                            |
| R143        |        | 176 Wagen              | 176 Wagen              | 22 Züge               | 22 Züge               |                                                                                            |
| R160        |        | 260 Wagen              | 260 Wagen              | 26 Züge               | 26 Züge               |                                                                                            |
| R160        |        | 450 Wagen              | 460 Wagen              | 45 Züge               | 46 Züge               |                                                                                            |
| R160        |        | 65 Wagen               | 65 Wagen               | 13 Züge               | 13 Züge               |                                                                                            |
| R160        |        | 16 Wagen               | 16 Wagen               | 2 Züge                | 2 Züge                |                                                                                            |
| R160        |        | 192 Wagen              | 184 Wagen              | 24 Züge               | 23 Züge               |                                                                                            |
| R160        |        | 310 Wagen              | 310 Wagen              | 31 Züge               | 31 Züge               |                                                                                            |
| R160        |        | 88 Wagen               | 80 Wagen               | 11 Züge               | 10 Züge               |                                                                                            |
| R179        |        | 100 Wagen              | 100 Wagen              | 10 Züge               | 10 Züge               |                                                                                            |
| R179        |        | 80 Wagen               | 80 Wagen               | 10 Züge               | 10 Züge               |                                                                                            |
| R179        |        | 72 Wagen               | 72 Wagen               | 9 Züge                | 9 Züge                |                                                                                            |
| R179        |        | 5 Wagen                | 5 Wagen                | 1 Zug                 | 1 Zug                 |                                                                                            |
| R188        |        | 418 Wagen              | 385 Wagen              | 38 Züge               | 35 Züge               |                                                                                            |
| R211A       |        | 30 Wagen               | 30 Wagen               | 3 Züge                | 3 Züge                | In Auslieferung, Anzahl perspektivisch zunehmend                                           |
| R211T       |        | 20 Wagen               | 20 Wagen               | 2 Züge                | 2 Züge                | In Auslieferung, Anzahl perspektivisch zunehmend                                           |
| R211S       |        | 0 (Testbetrieb)        |                        |                       |                       | Stand 2023 zunächst Test-/Vorlaufbetrieb                                                   |

Anmerkungen:
1. ↑  Die Sortierung der Fahrzeugtypen erfolgt alphabetisch und damit nicht unbedingt chronologisch nach Baujahr. Die Sortierung der Linien erfolgt je Fahrzeugtyp alphabetisch, bei Gruppierungen nach erstem Buchstaben.
2. ↑  Die Einheit „Zug“ bezieht sich hier auf die Zusammensetzung in der Form, wie sie im Fahrgasteinsatz unterwegs ist und entspricht der Anzahl an Umläufen. Ein „Zug“ besteht üblicherweise aus zwei Triebwagen derselben (oder kompatiblen) Bauart. Beispiel R62 auf der Linie 3: 250 Wagen ergeben 25 Züge mit je insgesamt 10 Wagen. Ein einzelner Triebwagen besteht hier also aus 5 Wagen.

## Museumszüge
Für Sonderfahrten und Nostalgieverkehre des Transit-Museums gibt es in beiden Divisionen unterschiedlich zusammenstellbare Zugskompositionen aus museal erhaltenen Triebwagen: Für die Division A den „Train Of Many Colors“ („Zug der vielen Farben“) in verschiedenen historischen Lackierungsvarianten, für die Division B den „Train Of Many Metals“ („Zug der vielen Metalle“) mit verschiedenen unlackierten Metallaufbauten.

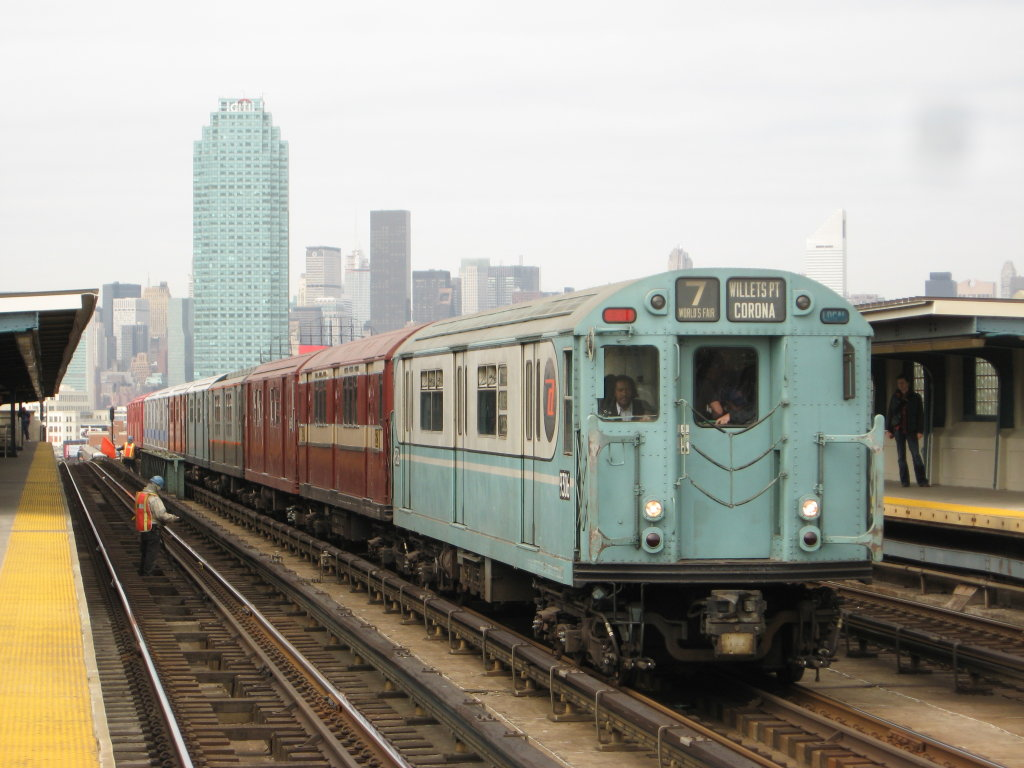
„Train Of Many Colors“ im Jahr 2008
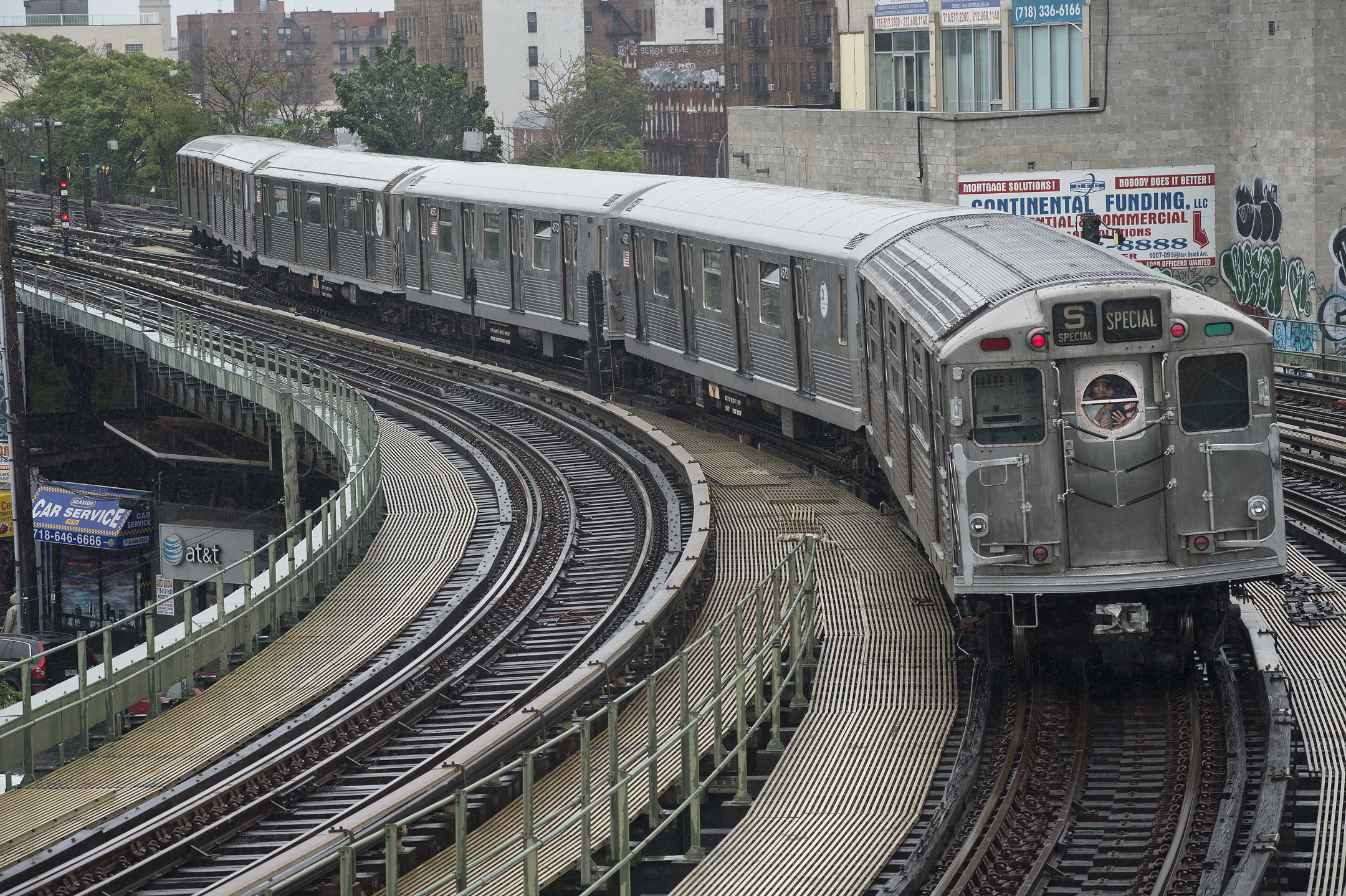
„Train Of Many Metals“ im Jahr 2015